# میامی
مَیامِی (به انگلیسی: Miami) (با تلفظ مایَمی در انگلیسی و مایِمی در اسپانیایی) شهری است که در نوار ساحلی اقیانوس اطلس در جنوب شرقی ایالت فلوریدا آمریکا است واقع شده است. با احتساب حومه این شهر ۵٬۵۰۰٬۱۰۰ نفر جمعیت دارد.
میامی مرکز شهرستان میامی-دید است که پرجمعیت‌ترین شهرستان فلوریدا می‌باشد. این شهر با بیش از ۴۰۹ هزار نفر جمعیت، بزرگترین شهر در منطقه کلان‌شهری میامی است که با بیش از ۵.۵ میلیون نفر جمعیت، هفتمین منطقه شهری بزرگ در ایالات متحده محسوب می‌شود. در سال ۲۰۰۷، سازمان ملل اعلام کرد که میامی پس از نیویورک، لس‌آنجلس و شیکاگو، چهارمین منطقه شهری بزرگ در ایالات متحده است.
میامی به دلیل اهمیتش در زمینه‌های مالی، تجاری، رسانه‌ای، سرگرمی، هنری و تجارت بین‌المللی، یک شهر جهانی به‌شمار می‌آید. این شهر میزبان بیشترین تعداد بانک‌های بین‌المللی در آمریکا و همچنین دفتر مرکزی بسیاری از شرکت‌ها است. میامی یک مرکز بین‌المللی برای سرگرمی‌های محبوب در تلویزیون، موسیقی، مد، فیلم و هنرهای نمایشی است. بندر میامی به عنوان بزرگترین بندر کشتی‌های گردشی در جهان شناخته می‌شود و بندر اصلی و دفتر مرکزی بسیاری از خطوط کروز است.
میامی یک شهر گردشگری است که به شهر جادو، به انگلیسی (Magic City) مشهور است. بندر میامی یکی از بزرگ‌ترین و مهم‌ترین بندرهای در آمریکا است که یکی از نقطه‌های تشکیل مثلث برمودا است.
میامی از لحاظ امور مالی، تجارت، فرهنگ، سرگرمی، مد، آموزش و پرورش در رتبه هفتم در آمریکا قرار دارد. میامی که از آن به عنوان «پایتخت آمریکای لاتین» یاد می‌کنند، بر پایهٔ قدرت خرید ثروتمندترین شهر در آمریکا و سومین شهر از این لحاظ در جهان است. هوای میامی تمام سال گرم (تابستان‌ها داغ و مرطوب و زمستان‌ها کوتاه و گرم) است. در تابستان درجه هوا بیرون ۷۰° تا ۹۰° فارنهایت (۲۹° تا ۳۵° سانتی‌گراد) است و در زمستان درجه هوا بیرون ۷۵° فارنهایت (۲۰° سانتی‌گراد) است.
اکثر مردم میامی اسپانیایی‌تبار هستند و تقریباً نیمی از هیسپانیک‌های این شهر تباری کوبایی دارند و بسیاری از آنها به عنوان پناهنده سیاسی به ایالات متحده آمده‌اند. میامی بعد از ال‌پاسو بزرگ‌ترین شهر اسپانیایی زبان در آمریکا است. این شهر در زمینه تولید برنامه‌های تلویزیونی اسپانیایی‌زبان نیز پیشرو است. میامی در سال‌های اخیر شاهد رشد سریع ساخت و ساز و افزایش جمعیت بوده است، اما با مشکلاتی مانند بحران مسکن، جرم و فقر نیز مواجه است. این شهر از طریق فرودگاه بین‌المللی و بندر خود، نقش مهمی در تجارت و حمل و نقل بین‌المللی، به خصوص با آمریکای لاتین، ایفا می‌کند.

## ویژگی‌ها
میامی یک شهر در ساحل شرقی آمریکا در ایالت فلوریدا و مرکز شهرستان شهرستان میامی-دید، فلوریدا در جنوب فلوریدا است. این شهر هسته منطقه کلان‌شهری میامی بسیار بزرگتر است که با ۶٫۱۴ میلیون نفر جمعیت، دومین منطقه کلان‌شهری بزرگ در جنوب شرقی ایالات متحده پس از منطقه کلان‌شهری آتلانتا و هفتمین منطقه آماری کلان‌شهری در ایالات متحده است. میامی با ۴۴۲۲۴۱ نفر جمعیت طبق سرشماری ۲۰۲۰ ایالات متحده آمریکا، دومین شهر پرجمعیت در فلوریدا پس از جکسون‌ویل، فلوریدا است. میامی دارای بیشترین آسمان‌خراش‌ها در ایالات متحده با بیش از ۳۰۰ ساختمان بلندمرتبه است، که ۶۱ مورد از آنها بیش از ۱۴۹ متر ارتفاع دارند.
میامی یک مرکز و رهبر بزرگ در امور مالی، تجارت، فرهنگ، هنر و تجارت بین‌المللی است. منطقه کلان‌شهری میامی با تولید ناخالص داخلی ۳۴۴٫۹ میلیارد دلار از سال ۲۰۱۷، بزرگ‌ترین اقتصاد شهری در فلوریدا است. بر اساس مطالعه‌ای که در سال ۲۰۱۸ توسط یوبی‌اس روی ۷۷ شهر جهان انجام شد، میامی سومین شهر ثروتمند در ایالات متحده و سومین شهر ثروتمند در جهان از نظر قدرت خرید است.
مرکز شهر میامی یکی از بزرگ‌ترین مراکز بانک‌های بین‌المللی در آمریکا است و شرکت‌های ملی و بین‌المللی زیادی در آن قرار دارند. منطقه سلامت میامی محل استقرار چندین بیمارستان و مرکز درمانی مهم وابسته به دانشگاه میامی است، از جمله بیمارستان جکسون مموریال که با ۱۵۴۷ تخت، بزرگ‌ترین بیمارستان کشور است. دانشکده پزشکی لئونارد ام. میلر، مرکز پزشکی دانشگاهی دانشگاه میامی و بیمارستان آموزشی و دیگر مراکز مرتبط با مراقبت‌های بهداشتی و تحقیقات نیز در این منطقه قرار دارند. بندر میامی، بندر دریایی شهر، از نظر ترافیک مسافری و تعداد خطوط کروز، شلوغ‌ترین بندر کروز جهان است. منطقه کلان‌شهری میامی پس از نیویورک، دومین شهر یا منطقه آماری کلان‌شهری پربازدید در ایالات متحده است که تا سال ۲۰۲۲ بیش از ۴ میلیون بازدیدکننده داشته است. میامی به دلیل حجم وسیع روابط تجاری و فرهنگی‌اش با آمریکای لاتین، گاهی «دروازه آمریکای لاتین» نامیده می‌شود. در سال ۲۰۲۲، میامی از نظر فعالیت‌های تجاری، سرمایه انسانی، تبادل اطلاعات، تجربه فرهنگی و مشارکت سیاسی، رتبه هفتم را در ایالات متحده کسب کرد.

## ریشه نام
میامی به نام رود میامی نامگذاری شده است که از کلمه «مایائیمی» گرفته شده که نام تاریخی دریاچه اوکی‌چوبی و سرخپوستان آمریکایی ساکن اطراف آن بوده است. به میامی گاهی به‌طور محاوره‌ای «۳۰۵» (The 305)، شهر جادویی، دروازه قاره آمریکا، دروازه آمریکای لاتین، پایتخت آمریکای لاتین و شهر فساد و گناه (Vice City) گفته می‌شود.
مایائیمی‌ها مردمانی بومی آمریکا بودند که از ابتدای دوران مشترک تا قرن ۱۷ یا ۱۸ در اطراف دریاچه مایائیمی (که اکنون دریاچه اوکیچوبی نامیده می‌شود) در منطقه بل گلید فلوریدا زندگی می‌کردند. در زبان‌های قبایل مایائیمی، کالوسا و تکوئستا، مایائیمی به معنای «آب بزرگ» بود. منشأ این زبان مشخص نشده است، زیرا معانی تنها ده کلمه قبل از انقراض این زبان ثبت شده است. نام فعلی، اوکیچوبی، از کلمه هیچیتی به معنای «آب بزرگ» گرفته شده است. مایاایمی‌ها هیچ رابطه زبانی یا فرهنگی با مردم میامی در منطقه دریاچه‌های بزرگ ندارند.

## تاریخ

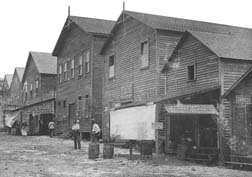
در سال ۱۸۹۶، تقریباً ۴۰۰ مرد در ساختمانی که در سمت چپ تصویر است جمع شدند و به ثبت رسمی میامی رای دادند.

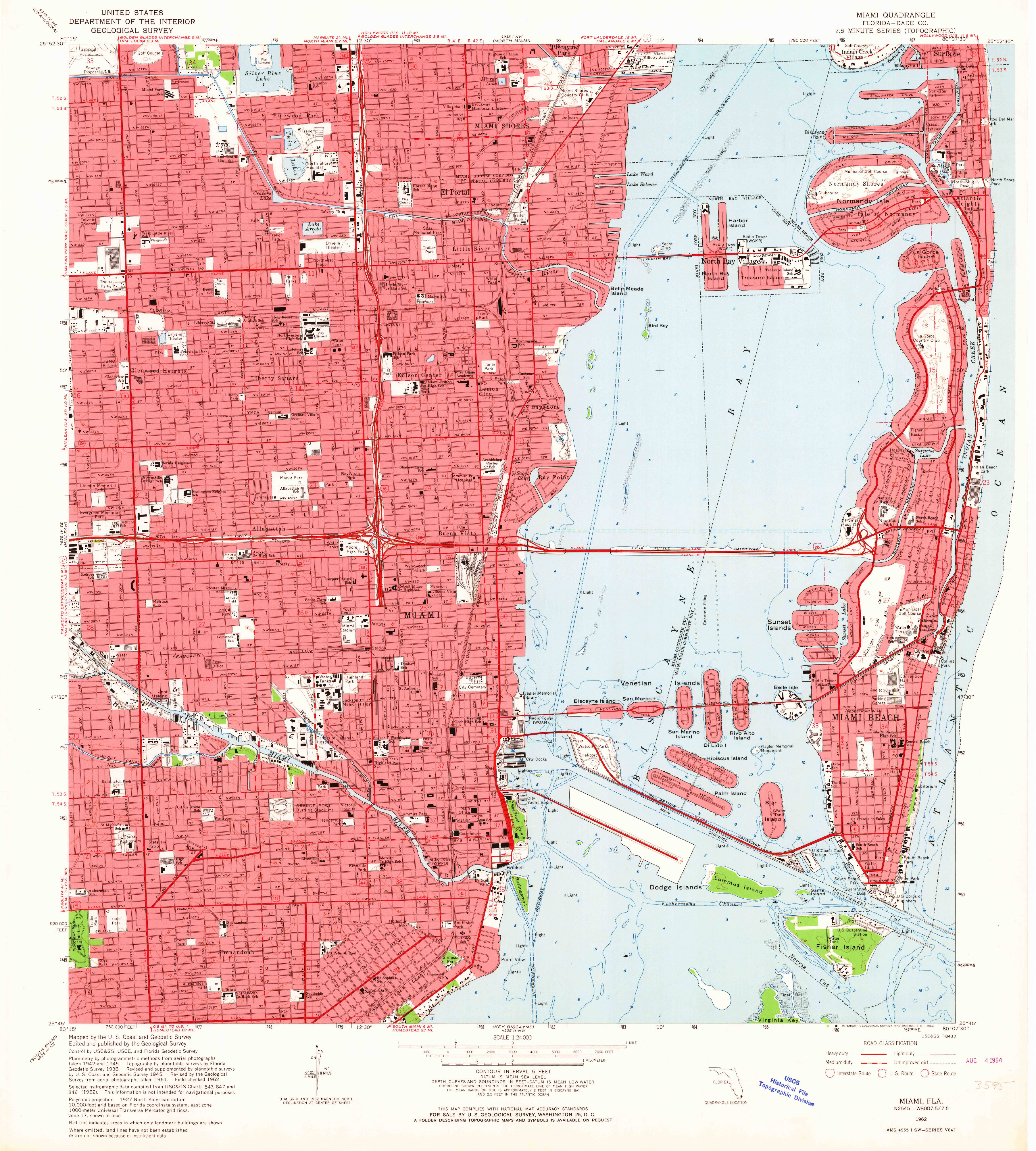
نقشه میامی در سال ۱۹۶۲

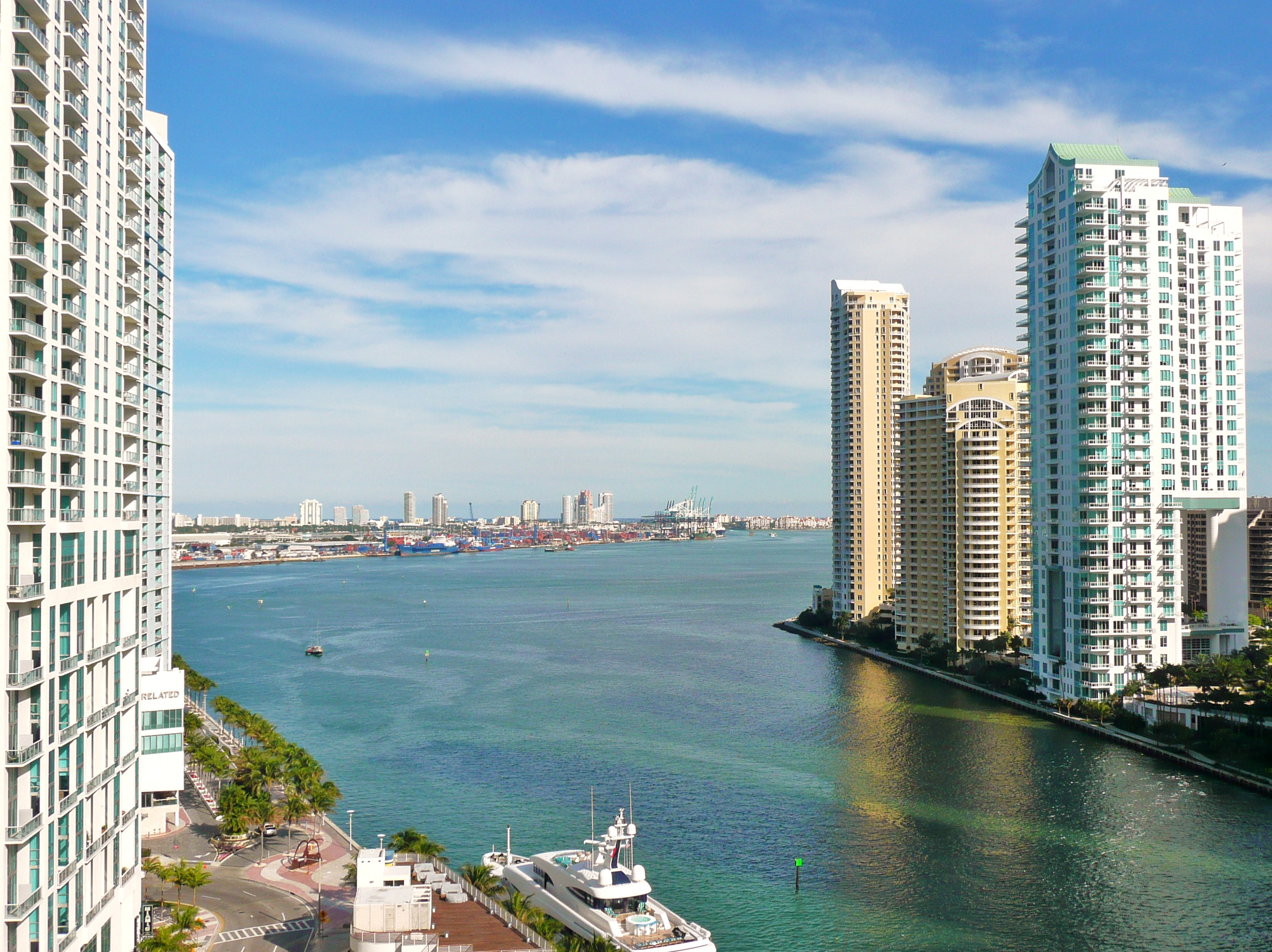
دهانه رود میامی در بریکِل کی در فوریه ۲۰۱۰

قبیله تکوئستا حدود ۲۰۰۰ سال قبل از تماس با اروپایی‌ها در منطقه میامی ساکن بود. روستایی با صدها نفر جمعیت که قدمت آن به ۵۰۰ تا ۶۰۰ سال قبل از میلاد می‌رسد، در دهانه رود میامی قرار داشت. اعتقاد بر این است که کل قبیله تا اواسط دهه ۱۷۰۰ به کوبا مهاجرت کردند.

### سکونت
در سال ۱۵۶۶، دریاسالار پدرو منندس د آویلس، اولین فرماندار فلوریدا، این منطقه را برای امپراتوری اسپانیا تصرف کرد. یک سال بعد یک مأموریت اسپانیایی ساخته شد. اسپانیا (و برای مدت کوتاهی امپراتوری بریتانیا) بر فلوریدا حکومت می‌کرد تا اینکه در سال ۱۸۲۱ آن را به ایالات متحده واگذار کرد. در سال ۱۸۳۶، ایالات متحده فورت دالاس را در سواحل رودخانه میامی به عنوان بخشی از توسعه قلمرو فلوریدا و تلاش خود برای سرکوب و حذف سمینول‌ها ساخت. در نتیجه، منطقه میامی به محل درگیری در جنگ دوم سمینول تبدیل شد.

### بنیان‌گذاری
میامی به عنوان تنها شهر بزرگ در ایالات متحده شناخته می‌شود که توسط یک زن تأسیس شده است. جولیا تاتل، یک کشت‌کننده مرکبات محلی و یک بومی ثروتمند کلیولند، مالک اصلی زمینی بود که شهر بر روی آن ساخته شد. در اواخر قرن نوزدهم، این منطقه به عنوان «کشور خلیج بیسکاین» شناخته می‌شد و گزارش‌ها آن را به عنوان یک منطقه بکر امیدوارکننده و «یکی از بهترین مکان‌های ساختمانی در فلوریدا» توصیف می‌کردند. یخبندان بزرگ ۱۸۹۴–۱۸۹۵ رشد میامی را تسریع کرد، زیرا محصولات آنجا تنها محصولاتی در فلوریدا بودند که زنده ماندند. جولیا تاتل متعاقباً هنری فلگلر، سرمایه‌دار بزرگ راه‌آهن را متقاعد کرد که راه‌آهن ساحل شرقی فلوریدا خود را به منطقه گسترش دهد، که به همین دلیل او به «مادر میامی» معروف شد. میامی رسماً در ۲۸ ژوئیه ۱۸۹۶ با جمعیتی بیش از ۳۰۰ نفر به عنوان یک شهر ثبت شد.

### قرن بیستم
در اوایل قرن بیستم، مهاجران باهاما و آمریکایی‌های آفریقایی‌تبار ۴۰ درصد از جمعیت شهر را تشکیل می‌دادند.: ۲۵  هنگامی که صاحبخانه‌ها شروع به اجاره خانه به آمریکایی‌های آفریقایی‌تبار در اطراف خیابان J (که بعدها به خیابان پنجم شمال غربی تبدیل شد) کردند، گروهی از مردان سفیدپوست با مشعل در محله راهپیمایی کردند و به ساکنان هشدار دادند که نقل مکان کنند یا بمباران خواهند شد.: ۳۳ 
میامی در دهه ۱۹۲۰ با افزایش جمعیت و توسعه زیرساخت‌ها، با مهاجرت شمالی‌ها به این شهر، رونق گرفت. میراث قوانین جیم کرو در این تحولات حک شده بود. رئیس پلیس میامی در آن زمان، اچ. لزلی کوئیگ، این واقعیت را پنهان نکرد که او مانند بسیاری دیگر از افسران پلیس سفیدپوست میامی، عضو کو کلاکس کلن است. جای تعجب نیست که این افسران قوانین اجتماعی را فراتر از قانون مکتوب اجرا می‌کردند. به عنوان مثال، کوئیگ «شخصاً و علناً یک پیشخدمت سیاه‌پوست را به خاطر صحبت مستقیم با یک زن سفیدپوست تا حد مرگ کتک زد».: 53 
سقوط رونق زمین در فلوریدا در دهه ۱۹۲۰، طوفان میامی در سال ۱۹۲۶ و رکود بزرگ در دهه ۱۹۳۰، توسعه را کند کرد. هنگامی که جنگ جهانی دوم آغاز شد، میامی به دلیل موقعیت مکانی عالی خود در سواحل جنوبی فلوریدا، به پایگاهی برای دفاع ایالات متحده در برابر زیردریایی‌های آلمانی تبدیل شد. این باعث افزایش جمعیت میامی شد. تا سال ۱۹۴۰، ۱۷۲۱۷۲ نفر در این شهر زندگی می‌کردند. نام مستعار این شهر، «شهر جادویی»، از رشد سریع آن گرفته شده است که توسط بازدیدکنندگان زمستانی مشاهده شد و اظهار کردند که این شهر از یک سال به سال دیگر به قدری رشد کرد که مثل جادو بود.
پس از روی کار آمدن فیدل کاسترو در کوبا به دنبال انقلاب کوبا در سال ۱۹۵۹، بسیاری از کوبایی‌های ثروتمند به دنبال پناهندگی در میامی بودند که این امر باعث افزایش بیشتر جمعیت این شهر شد. جایگاه ملی این شهر در دهه ۱۹۷۰، به ویژه در سال ۱۹۷۲ به‌طور چشمگیری گسترش یافت. این منطقه میزبان کنوانسیون‌های ملی دموکرات و جمهوری‌خواه در انتخابات ریاست‌جمهوری ایالات متحده آمریکا (۱۹۷۲) بود. میامی دلفینز همچنین با فصل «بی‌نقص» بدون شکست خود تاریخ‌ساز شد. مؤسسات آموزشی و فرهنگی منطقه نیز در این دوره به‌طور قابل توجهی توسعه یافتند و این شهر را در موقعیتی قرار دادند که به جمعیت بزرگتر و به‌طور فزاینده‌ای بین‌المللی خدمات‌رسانی کند. میامی همچنین کسب‌وکارها و امکانات فرهنگی جدیدی را به عنوان بخشی از جنوب جدید در دهه‌های ۱۹۸۰ و ۱۹۹۰ توسعه داد. در عین حال، جنوب فلوریدا مشکلات اجتماعی مربوط به جنگ با مواد مخدر، مهاجرت از هائیتی و آمریکای لاتین، و تخریب گسترده ناشی از توفند اندرو را پشت سر گذاشت. تنش‌های نژادی و فرهنگی گاهی بالا می‌گرفت، اما شهر در نیمه دوم قرن بیستم به عنوان یک مرکز مهم بین‌المللی، مالی و فرهنگی توسعه یافت. میامی دومین شهر بزرگ ایالات متحده با اکثریت اسپانیایی‌زبان (پس از ال پاسو، تگزاس) و بزرگ‌ترین شهر با کثرت کوبایی آمریکایی‌ها است.

## جغرافیا
میامی و حومه آن در دشت وسیعی بین اورگلیدز در غرب و خلیج بیسکین در شرق واقع شده‌اند، که از دریاچه اوکی‌چوبی به سمت جنوب تا خلیج فلوریدا امتداد دارد. ارتفاع این منطقه به‌طور متوسط حدود ۱٫۸ متر بالاتر از سطح دریا در بیشتر محله‌ها، به ویژه در نزدیکی ساحل است. بالاترین نقاط در امتداد میامی راک ریج یافت می‌شود که در زیر بیشتر مناطق شرقی متروی میامی قرار دارد. بخش اصلی شهر در سواحل خلیج بیسکین قرار دارد که شامل صدها جزیره دیواره‌ای طبیعی و مصنوعی است که بزرگ‌ترین آنها شامل میامی بیچ، فلوریدا و ساوت بیچ می‌شود. گلف استریم، یک جریان اقیانوسی گرم، تنها ۲۴ کیلومتر دورتر از ساحل به سمت شمال جریان دارد و به آب و هوای شهر اجازه می‌دهد در تمام طول سال گرم و معتدل بماند.

### زمین‌شناسی
به سنگ بستر سطحی زیر منطقه میامی، اوئولیت میامی یا سنگ آهک میامی گفته می‌شود. این سنگ بستر توسط یک لایه نازک از خاک پوشیده شده است و ضخامت آن بیش از ۱۵ متر نیست. سنگ آهک میامی در نتیجه تغییرات شدید در سطح دریا مرتبط با دوره یخچالی یا عصر یخبندان اخیر شکل گرفته است. از حدود ۱۳۰۰۰۰ سال پیش، مرحله سنگامونی سطح دریا را تقریباً ۷٫۶ متر بالاتر از سطح فعلی بالا آورد. تمام جنوب فلوریدا توسط دریایی کم عمق پوشیده شده بود. چندین خط موازی از صخره در امتداد لبه فلات غرق شده فلوریدا تشکیل شده است که از منطقه فعلی میامی تا آنچه اکنون پارک ملی درای تورتوگز است، کشیده شده است. منطقه پشت این خط صخره در واقع یک تالاب بزرگ بود و سنگ آهک میامی در سراسر منطقه از رسوب اوئولیت‌ها و پوسته‌های خزه‌زیان تشکیل شد. از حدود ۱۰۰۰۰۰ سال پیش، یخچال‌های طبیعی ویسکانسین شروع به کاهش سطح دریا کردند و کف تالاب را آشکار کردند. در ۱۵۰۰۰ سال پیش، سطح دریا ۹۱ تا ۱۰۶ متر پایین‌تر از سطح فعلی بود. پس از آن سطح دریا به سرعت بالا آمد و در حدود ۴۰۰۰ سال پیش در سطح فعلی تثبیت شد و سرزمین اصلی جنوب فلوریدا را درست بالاتر از سطح دریای آزاد باقی گذاشت.
در زیر این دشت، آبخوان بیسکین قرار دارد، یک منبع زیرزمینی طبیعی آب شیرین که از جنوب شهرستان پالم بیچ، فلوریدا تا خلیج فلوریدا امتداد دارد. این آبخوان در اطراف شهرهای میامی اسپرینگز، فلوریدا و هیالیا، فلوریدا به سطح نزدیک می‌شود. بیشتر منطقه کلان‌شهری میامی آب آشامیدنی خود را از آبخوان بیسکین به دست می‌آورد. در نتیجه وجود این آبخوان، حفر بیش از ۴٫۵ تا ۶ متر در زیر شهر بدون برخورد به آب امکان‌پذیر نیست، که مانع از ساخت و ساز زیرزمینی می‌شود، اگرچه برخی از گاراژهای پارکینگ زیرزمینی وجود دارند. به همین دلیل، سیستم‌های مترو در داخل و اطراف میامی مرتفع یا هم‌سطح زمین هستند.
بیشتر مناطق غربی این شهر با اورگلیدز، یک تالاب گرمسیری که بیشتر قسمت جنوبی فلوریدا را پوشانده است، هم‌مرز است. تمساح‌هایی که در باتلاق‌ها زندگی می‌کنند، به جوامع میامی و بزرگراه‌های اصلی راه پیدا کرده‌اند.

### چشم‌انداز شهری

#### محله‌ها

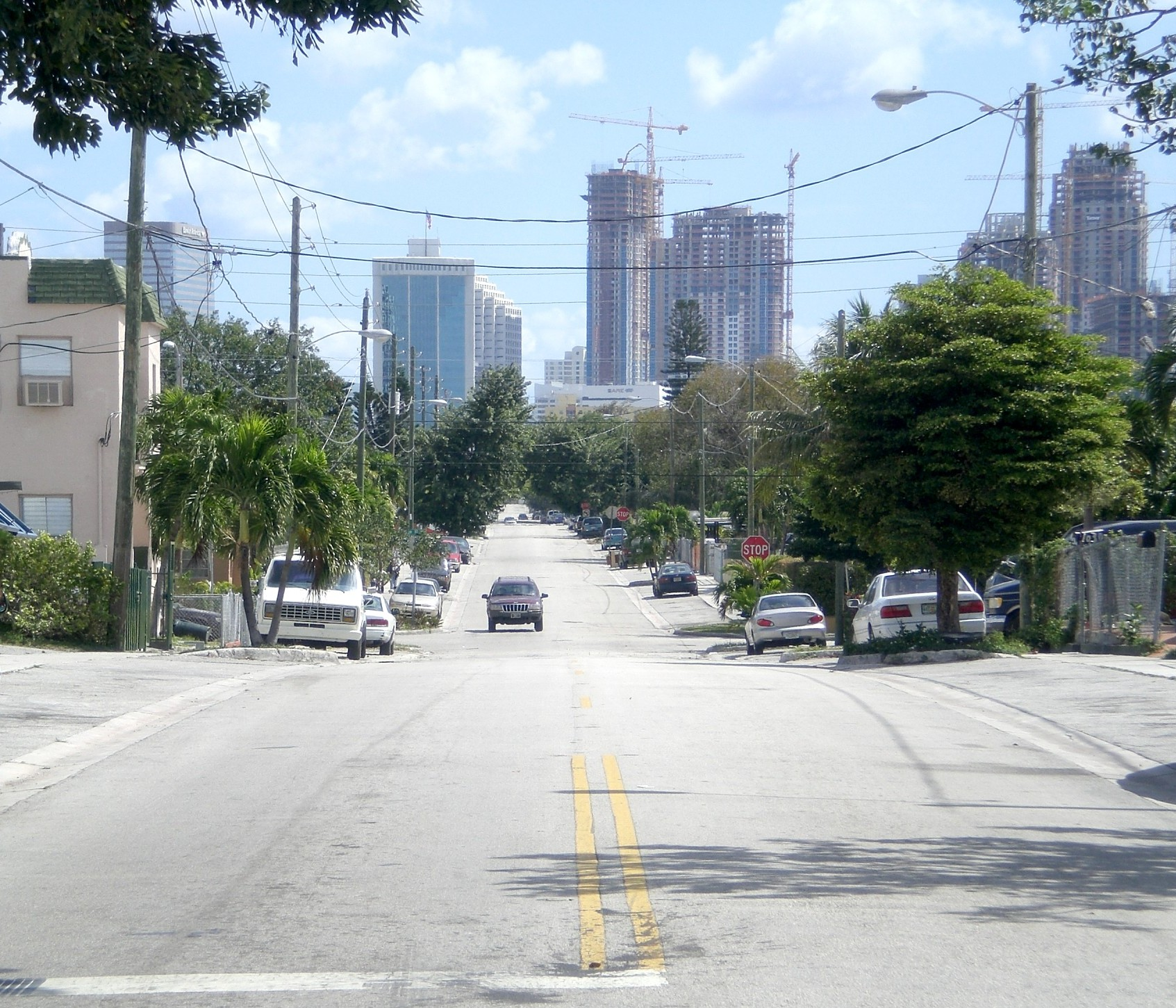
نمایی از یکی از نقاط مرتفع میامی، غرب مرکز شهر میامی؛ بلندترین نقطه طبیعی میامی در کوکونات گروو، نزدیک خلیج بیسکین در امتداد میامی راک ریج در ارتفاع ۷٫۳ متر بالاتر از سطح دریای آزاد است.

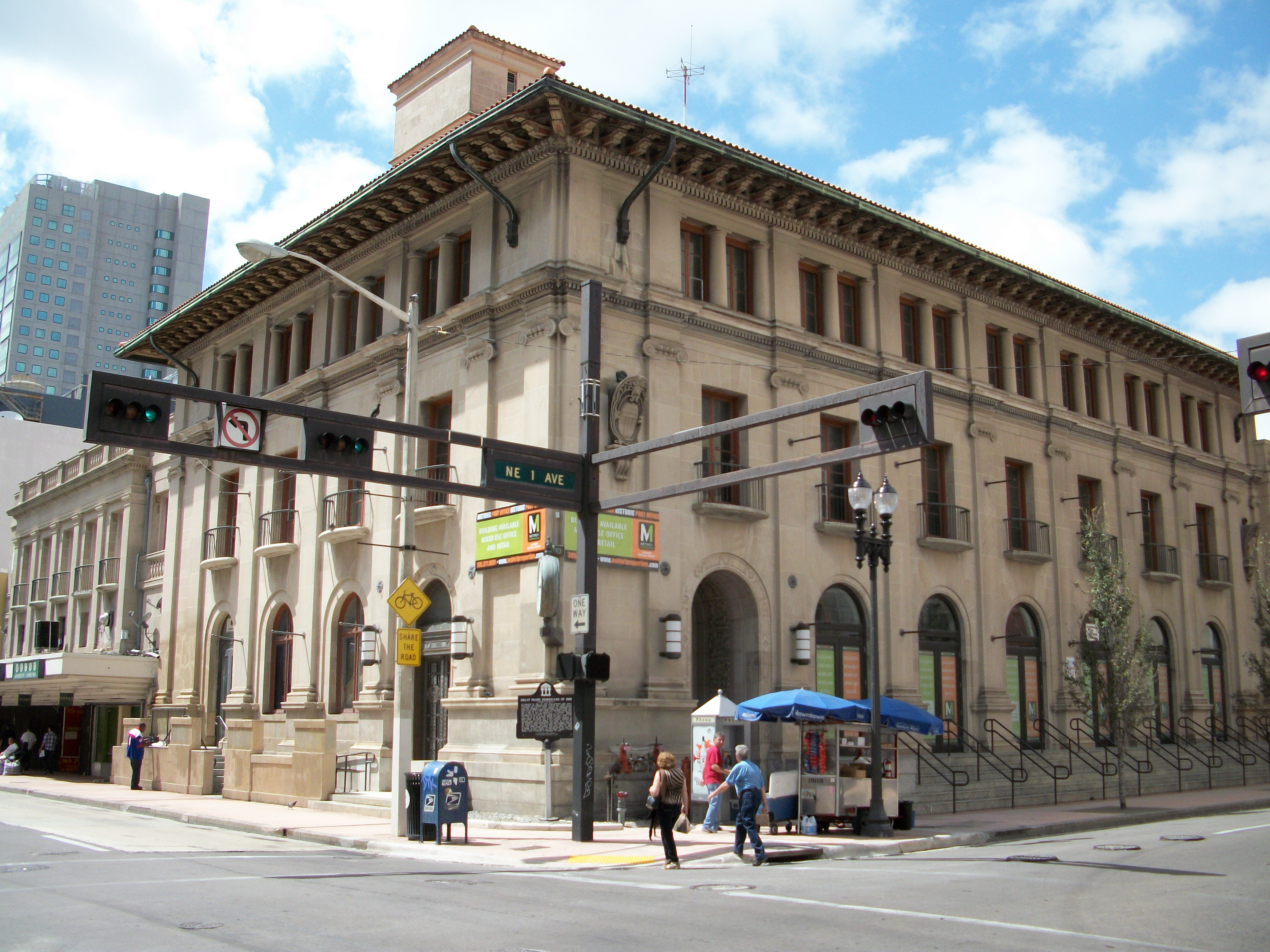
منطقه تاریخی مرکز شهر میامی یکی از قدیمی‌ترین مناطق شهر است که قدمت ساختمان‌های آن به سال ۱۸۹۶ می‌رسد.

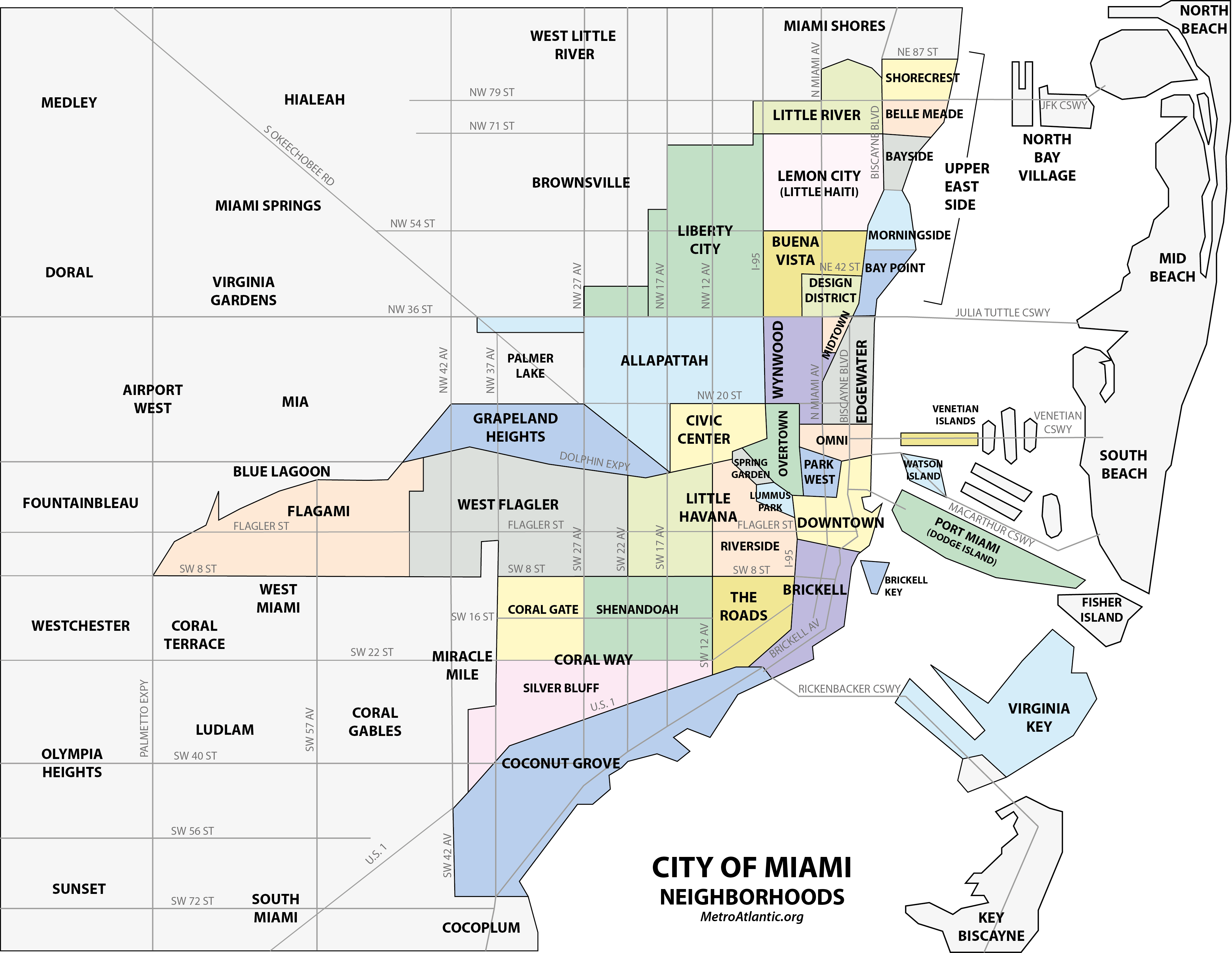
نقشه محله‌های میامی

میامی تقریباً به مناطق شمالی، جنوبی، غربی و مرکز شهر تقسیم می‌شود. قلب شهر مرکز شهر میامی است که در ضلع شرقی قرار دارد و شامل محله‌های بریکل، ویرجینیا کی، واتسون آیلند و همچنین بندر میامی می‌شود. مرکز شهر میامی بزرگ‌ترین و تأثیرگذارترین منطقه تجاری مرکزی فلوریدا است که دارای بانک‌های بزرگ، دادگاه‌ها، مراکز مالی، جاذبه‌های فرهنگی و گردشگری، مدارس، پارک‌ها و جمعیت زیادی از ساکنان است. خیابان بریکِل دارای بیشترین تمرکز بانک‌های بین‌المللی در ایالات متحده است. درست در شمال غربی مرکز شهر، منطقه بهداشت قرار دارد که مرکز بیمارستان‌ها، بنیادهای تحقیقاتی و زیست‌فناوری میامی است و بیمارستان‌هایی مانند بیمارستان جکسون مموریال، مؤسسه چشم باسکوم پالمر و دانشکده پزشکی لئونارد ام. میلر دانشگاه میامی (فلوریدا) در آن قرار دارند.
قسمت جنوبی میامی شامل محله‌های کورال وی، دِ رودز و کوکونات گروو است. کورال وی یک محله مسکونی تاریخی است که در سال ۱۹۲۲ بین مرکز شهر و کورال گیبلز ساخته شده است و خانه بسیاری از خانه‌های قدیمی و خیابان‌های درختکاری شده است. کوکونات گروو که در سال ۱۸۲۵ تأسیس شد و در سال ۱۹۲۵ به میامی ضمیمه شد، یک محله تاریخی با جاده‌های باریک و پرپیچ‌وخم و سایبان درختان سنگین است. این مکان محل شهرداری میامی در دینر کی، کوکونات گروو پلی‌هاوس سابق، کوکوواک و مرکز همایش‌های کوکونات گروو است. همچنین کوکونات گروو خانه بسیاری از باشگاه‌های شبانه‌، بارها، رستوران‌ها و مغازه‌های متفاوت است که آن را در بین دانش‌آموزان محلی بسیار محبوب می‌کند. کوکونات گروو به خاطر پارک‌ها و باغ‌های فراوانش مانند باغ ویزکایا، کامپونگ، پارک ایالتی تاریخی بارناکل و بسیاری از خانه‌ها و املاک تاریخی دیگر شناخته شده 
است.
ضلع غربی میامی شامل محله‌های هاوانای کوچک، وست فلگلر و فلگامی است. اگرچه زمانی یک محله عمدتاً یهودی بود، امروزه میامی غربی محل زندگی مهاجرانی است که عمدتاً از آمریکای مرکزی و به‌ویژه کوبا آمده‌اند، در حالی که محله مرکز غربی الاپاتا یک جامعه چندفرهنگی با قومیت‌های مختلف است.
سمت شمالی میامی شامل میدتاون است، منطقه‌ای با ترکیبی عالی از تنوع که از کارائیبی تا آمریکایی‌های هیسپانیک و لاتین تا آمریکایی‌های اروپایی‌تبار را در بر می‌گیرد. محله اج‌واتر میدتاون عمدتاً از برج‌های مسکونی بلند تشکیل شده است و محل مرکز هنرهای نمایشی آدرین آرشت است. وینوود یک منطقه هنری با ده گالری در انبارهای سابق و همچنین یک پروژه نقاشی دیواری بزرگ در فضای باز است. ساکنان ثروتمندتر میامی معمولاً در منطقه طراحی میامی و آپر ایست‌ساید زندگی می‌کنند که خانه‌های زیادی از دهه ۱۹۲۰ و همچنین نمونه‌هایی از معماری مدرن میامی در منطقه تاریخی میمو (MiMo) دارد. سمت شمالی میامی همچنین دارای جوامع قابل توجه مهاجر آفریقایی-آمریکایی و کارائیبی، از جمله لیتل هیتی، اورتاون (خانه تئاتر لریک) و لیبرتی سیتی است.

### آب و هوا

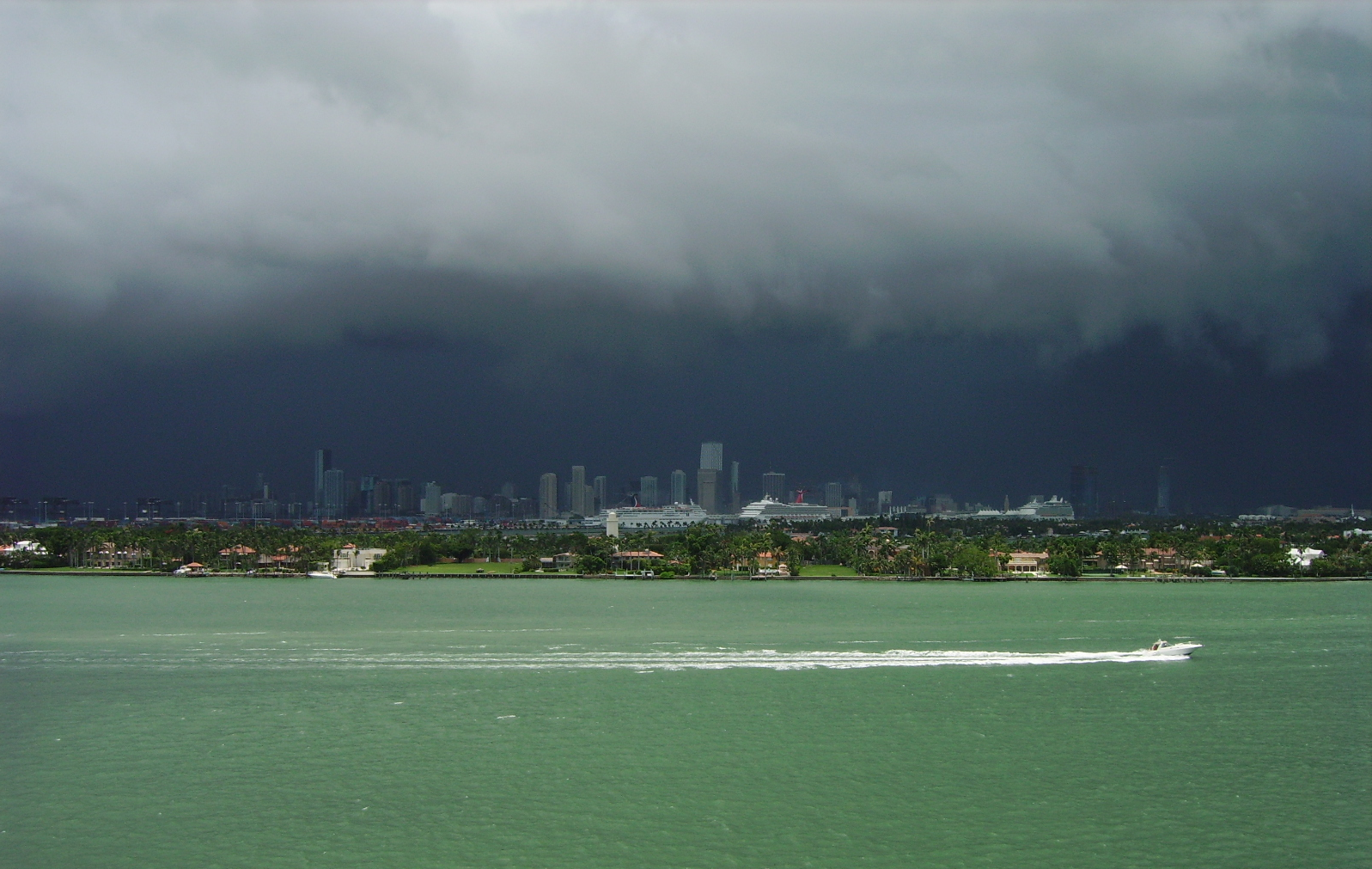
یک طوفان تابستانی بعدازظهر در ژوئیه ۲۰۰۶ از اورگلیدز به میامی می‌رسد

میامی دارای اقلیم موسمی گرمسیری (سامانه طبقه‌بندی اقلیمی کوپن Am) با تابستان‌های گرم و مرطوب و زمستان‌های گرم و خشک است.
ارتفاع سطح دریا، موقعیت ساحلی، قرار گرفتن درست بالای مدار رأس‌السرطان و نزدیکی به گلف استریم، آب و هوای میامی را شکل می‌دهد. میانگین دمای بالای زمستان، از دسامبر تا مارس، بین ۲۴٫۷ تا ۲۶٫۸ درجه سانتیگراد متغیر است. ژانویه سردترین ماه با میانگین دمای روزانه ۲۰٫۱ درجه سانتیگراد است. پس از گذر جبهه‌های سرد که بارندگی کمی را در زمستان ایجاد می‌کند، دمای پایین حدود ۳ تا ۴ شب در طول فصل زمستان به زیر ۱۰ درجه سانتیگراد می‌رسد.
میامی دو فصل اساسی دارد، یک فصل گرم و مرطوب از ماه مه تا اکتبر و یک فصل گرم و خشک از نوامبر تا آوریل. در طول فصل گرم و مرطوب، رگبارهای روزانه در توده‌های هوای ناپایدار و مرطوب رخ می‌دهد. فصل مرطوب در میامی به عنوان دوره ای تعریف می‌شود که در طی آن میانگین دمای روزانه نقطه شبنم بالاتر از ۲۱٫۱ درجه سانتیگراد باشد. فصل بارانی معمولاً در اولین روزی که این اتفاق می‌افتد یا چند روز بعد شروع می‌شود. به‌طور مشابه، بارندگی روزانه در میامی به شدت کاهش می‌یابد، زمانی که میانگین نقطه شبنم روزانه به ۲۱٫۱ درجه سانتیگراد یا کمتر می‌رسد، اگرچه در برخی سال‌ها، یک جبهه متوقف شده در جنوب شبه جزیره فلوریدا ممکن است باعث ادامه بارندگی برای چند روز دیگر شود. در طول سال‌های ۱۹۵۶ تا ۱۹۹۷، تاریخ شروع تابستان از ۱۶ آوریل تا ۳ ژوئن متغیر بود و تاریخ میانه آن ۲۱ می‌بود. در همان سال‌ها، تاریخ پایان تابستان از ۲۴ سپتامبر تا ۱ نوامبر متغیر بود، با تاریخ میانه ۱۷ اکتبر. در طول تابستان، دما از ۲۹ تا ۳۵ درجه سانتیگراد متغیر است و با رطوبت بالا همراه است، اگرچه گرما اغلب در بعد از ظهر توسط رعد و برق یا نسیم دریا که از اقیانوس اطلس ایجاد می‌شود، کاهش می‌یابد. بیشتر ۱۵۷۲ میلی‌متر بارندگی سال در این دوره رخ می‌دهد. نقاط شبنم در ماه‌های گرم از ۲۲٫۲ درجه سانتی‌گراد در ژوئن تا ۲۳٫۲ درجه سانتی‌گراد در اوت متغیر است.
دماهای بیرون از حد معتدل، از منفی ۲٫۸ درجه سانتی‌گراد در ۳ فوریه ۱۹۱۷ تا ۳۷٫۸ درجه سانتی‌گراد در ۲۱ ژوئیه ۱۹۴۲ متغیر است. در حالی که میامی هرگز بارش برف را در هیچ ایستگاه هواشناسی رسمی از زمان ثبت رکوردها ثبت نکرده است، برف‌های زودگذر در برخی از نقاط شهر در ۱۹ ژانویه ۱۹۷۷ باریدند. سردترین حداکثر دمای روزانه ثبت‌شده ۷٫۲ درجه سانتیگراد در دسامبر ۱۹۸۹ در طول موج سرما دسامبر ۱۹۸۹ در ایالات متحده است، در حالی که سردترین میانگین حداکثر دما بین سال‌های ۱۹۹۱ تا ۲۰۲۰، ۱۵ درجه سانتی‌گراد بود. گرم‌ترین حداقل دمای شبانه ثبت‌شده ۲۹ درجه سانتی‌گراد در چندین نوبت است. پایداری حداقل دمای شبانه در تابستان با حداکثر میانگین سالانه حداقل شبانه که تنها یک درجه کمتر است، برجسته می‌شود.
فصل طوفان‌های گرمسیری رسماً از اول ژوئن تا ۳۰ نوامبر ادامه دارد، اگرچه طوفان‌ها می‌توانند فراتر از این تاریخ‌ها ایجاد شوند. محتمل‌ترین زمان برای وقوع طوفان در میامی در اوج فصل طوفانی کیپ ورد (دماغه سبز) است که از اواسط اوت تا پایان سپتامبر است. اگرچه گردبادها در این منطقه غیرمعمول هستند، اما یکی در سال ۱۹۲۵ و دیگری در سال ۱۹۹۷ رخ داد. حدود ۴۰ درصد از خانه‌های میامی بر روی دشت سیلابی ساخته شده‌اند و به عنوان مناطق در معرض خطر سیل در نظر گرفته می‌شوند.
میامی یکی از شهرهای ساحلی مهم و شهرهای بزرگ در ایالات متحده است که بیشترین تأثیر را از تغییر اقلیم خواهد داشت. طبق گزارش‌ها، این شهر به صورت جهانی نیز یکی از آسیب‌پذیرترین شهرها است.
میامی با چالش‌های دیگری از تغییرات آب و هوایی از جمله سرعت بیشتر باد طوفان و رعد و برق‌های شدید مواجه است که می‌تواند باعث تگرگ یا گردباد شود. برخی اقدامات محافظتی مانند تغذیه سواحل، افزودن موانع محافظتی، بالا بردن ساختمان‌ها و جاده‌های آسیب‌پذیر، و احیای زیستگاه‌های طبیعی مانند تالاب‌ها در حال انجام است. میامی بیچ ۵۰۰ میلیون دلار برای محافظت از جاده‌ها، ساختمان‌ها و سیستم‌های آب سرمایه‌گذاری کرده است. قیمت املاک و مستغلات در میامی از قبل منعکس کننده افزایش قیمت املاک و مستغلات در ارتفاعات بالاتر در مقایسه با املاک و مستغلات در ارتفاعات پایین‌تر در داخل شهر است.

## جمعیت
میامی بزرگ‌ترین شهر در جنوب فلوریدا و دومین شهر بزرگ فلوریدا است. این شهر مرکز بزرگ‌ترین منطقه کلان‌شهری در فلوریدا، یعنی منطقه کلان‌شهری میامی است که بیش از ۶ میلیون نفر جمعیت دارد. با وجود اینکه جمعیت شهر کمتر از یک چهاردهم (۱۴/۱) جمعیت منطقه کلان‌شهری است، اما در مقایسه با همسایگان خود یک مورد استثنایی است، زیرا تقریباً دو برابر بزرگ‌ترین شهر بعدی در مترو، یعنی هیالیا، است. این شهر همچنین تقریباً یک ششم جمعیت شهرستان خود، میامی-دید، که بزرگ‌ترین شهرستان ایالت است را دارد.
این شهر شاهد رشد سریعی در نیمه اول قرن بیستم بود، به طوری که جمعیت آن از ۱۶۸۱ نفر در زمان سرشماری سال ۱۹۰۰ به ۲۴۹۲۷۶ نفر در زمان سرشماری سال ۱۹۵۰ رسید. این باعث شد که میامی بزرگ‌ترین شهر فلوریدا باشد، عنوانی که تا زمان تحکیم جکسون‌ویل، زمانی که شهر جکسون‌ویل بیشتر شهرستان دووال را جذب کرد و تقریباً جمعیت خود را سه برابر کرد، حفظ کند. از آن زمان، میامی جایگاه خود را به عنوان دومین شهر بزرگ فلوریدا حفظ کرده است.
در طول نیمه دوم قرن بیستم، این شهر در جمعیت خود دچار رکود خاصی شد، زیرا گسترش آن در دهه‌های ۱۹۵۰ و ۱۹۶۰ کاهش یافت و در سه دهه بعد تقریباً متوقف شد. این شهر در دهه‌های ۱۹۵۰ و ۱۹۶۰، ۳۴٫۳ درصد رشد کرد و در زمان سرشماری ۱۹۷۰ جمعیت آن به ۳۳۴۸۵۹ نفر رسید. با این حال، در سه دهه بعد، تنها ۸٫۲ درصد رشد کرد و در زمان سرشماری سال ۲۰۰۰، جمعیت شهر به ۳۶۲۴۷۰ نفر رسید.
در دهه‌های ۲۰۰۰ و ۲۰۱۰، به دلیل ساخت‌وسازهای بلند در مرکز شهر میامی، اج‌واتر و بریکِل، جمعیت میامی بار دیگر به سرعت شروع به رشد کرد. برآوردی توسط «بررسی جامعه آمریکایی» نشان داد که جمعیت مرکز شهر (از بریکِل در شمال تا میدتاون میامی) بین سال‌های ۲۰۱۰ تا ۲۰۱۸ تقریباً ۴۰ درصد افزایش یافته است. از سال ۲۰۰۰ تا ۲۰۱۰، جمعیت این شهر ۱۰٫۲ درصد رشد کرد و تا سال ۲۰۱۰ به ۳۹۹۴۵۷ نفر رسید. در اوایل دهه ۲۰۱۰، جمعیت این شهر از مرز ۴۰۰۰۰۰ نفر گذشت و تا زمان سرشماری سال ۲۰۲۰، ۱۰٫۷ درصد دیگر افزایش یافت و به ۴۴۲٬۲۴۱ نفر رسید.
در سال ۱۹۷۰، اداره سرشماری جمعیت میامی را ۴۵٫۳٪ اسپانیایی‌تبار، ۳۲٫۹٪ سفیدپوست غیر اسپانیایی‌تبار و ۲۲٫۷٪ سیاه‌پوست گزارش کرد. رشد انفجاری جمعیت میامی تا دهه ۱۹۶۰ توسط مهاجرت داخلی از سایر نقاط کشور هدایت می‌شد. از سال ۱۹۷۰ تا ۲۰۰۰، رشد جمعیت در این شهر راکد بود، زیرا میامیایی‌های سفیدپوست غیر اسپانیایی‌تبار این شهر را ترک کردند و مهاجرت قابل توجهی از آمریکای لاتین، به ویژه کوبا، جایگزین آنها شد. اکثریت اسپانیایی‌تبار شهر در این دوره تثبیت شد و در سال ۱۹۸۵، این شهر اولین شهردار کوبایی‌تبار خود، خاویر سوارز، را انتخاب کرد.
جمعیت سیاه‌پوستان غیر اسپانیایی‌تبار شهر میامی در سال ۱۹۹۰ به اوج خود یعنی تقریباً ۹۰۰۰۰ نفر رسید (که تقریباً یک چهارم جمعیت شهر را تشکیل می‌داد). با این حال، از آن زمان، جمعیت سیاه‌پوستان غیر اسپانیایی‌تبار شهر، کاهش شدیدی را تجربه کرده است. در زمان آخرین سرشماری در سال ۲۰۲۰، مشخص شد که این جمعیت ۵۲۴۴۷ نفر است که تنها ۱۱٫۷٪ از جمعیت را تشکیل می‌دهد. دلایل این امر شامل هزینه‌های بالا در مناطقی مانند لیبرتی سیتی و لیتل هائیتی، همراه با اشرافی‌گری است.
جمعیت سفیدپوستان غیر اسپانیایی‌تبار در قرن بیست و یکم شروع به بازگشت کرد، زیرا مناطق یکپارچه اسپانیایی‌تبار در بخش‌های غربی و مرکزی میامی دچار رکود جمعیت شدند. این باعث شد که آنها به دلیل مهاجرت به منطقه مرکز شهر (نه تنها از آمریکای لاتین، بلکه از سایر نقاط ایالات متحده) تحت‌الشعاع قرار گیرند. این باعث شد که جمعیت سفیدپوستان غیر اسپانیایی‌تبار از ۱۱٫۸ درصد در زمان سرشماری سال ۲۰۰۰ به ۱۱٫۹ درصد در زمان سرشماری سال ۲۰۱۰ افزایش یابد. پس از این، جمعیت سفیدپوستان غیر اسپانیایی‌تبار در طول دهه ۲۰۱۰ به‌طور قابل توجهی سریع‌تر از کل شهر رشد کرد و در زمان سرشماری سال ۲۰۲۰، سفیدپوستان غیر اسپانیایی‌تبار ۱۴٫۰٪ از جمعیت شهر را تشکیل می‌دادند و تعداد آنها ۶۱۸۲۹ نفر بود، که بالاترین تعداد از دهه ۱۹۸۰ است. جمعیت سفیدپوست غیر اسپانیایی‌تبار میامی نیز در طول دهه ۲۰۱۰ از جمعیت سیاه‌پوست غیر اسپانیایی‌تبار شهر پیشی گرفت.
در سال ۲۰۱۰، ۳۴٫۴ درصد از ساکنان شهر میامی اصالت کوبایی داشتند، ۱۵٫۸ درصد سابقه آمریکای مرکزی (۷٫۲ درصد نیکاراگوئه، ۵٫۸ درصد هندوراس، ۱٫۲ درصد سالوادور، و ۱٫۰ درصد گواتمالا)، ۸٫۷ درصد اصالت آمریکای جنوبی (۳٫۲ درصد کلمبیایی، ۱٫۴ درصد ونزوئلایی، ۱٫۲ درصد پرویی، ۱٫۲ درصد آرژانتینی، ۱٫۰ درصد شیلیایی و ۰٫۷ درصد اکوادوری)، ۴٫۰ درصد دیگر ریشه‌های اسپانیایی یا لاتین (۰٫۵ درصد اسپانیایی) داشتند، ۳٫۲ درصد از نژاد پورتوریکویی، ۲٫۴ درصد دومینیکن و ۱٫۵ درصد مکزیکی بودند.
از سال ۲۰۱۰، ۵٫۶ درصد از ساکنان شهر اصالت هند غربی یا آفریقایی-کارائیبی آمریکایی (۴٫۴ درصد هائیتی، ۰٫۴ درصد جامائیکایی، ۰٫۴ درصد باهامایی، ۰٫۱ درصد بریتانیایی هند غربی و ۰٫۱ درصد ترینیدادی و توباگویی، ۰٫۱ درصد دیگر یا نامشخص هند غربی)، ۳٫۰ درصد اسپانیایی‌تبار سیاه‌پوست و ۰٫۴ درصد اصالت آفریقای سیاه بودند.
از سال ۲۰۱۰، افراد با نژاد اروپایی (سفیدپوست غیر اسپانیایی‌تبار) ۱۱٫۹ درصد از جمعیت میامی را تشکیل می‌دادند. از کل جمعیت شهر، ۱٫۷ درصد آلمانی، ۱٫۶ درصد ایتالیایی، ۱٫۴ درصد ایرلندی، ۱٫۰ درصد انگلیسی، ۰٫۸ درصد فرانسوی، ۰٫۶ درصد روسی و ۰٫۵ درصد لهستانی بودند.
از سال ۲۰۱۰، افراد با نژاد آسیایی ۱٫۰ درصد از جمعیت میامی را تشکیل می‌دادند. از کل جمعیت شهر، ۰٫۳ درصد هندی/هندی کارائیبی (۱۲۰۰۶ نفر)، ۰٫۳ درصد چینی/چینی کارائیبی (۱۸۰۴ نفر)، ۰٫۲ درصد فیلیپینی (۶۴۷ نفر)، ۰٫۱ درصد آسیایی‌های دیگر (۴۳۳ نفر)، ۰٫۱ درصد ژاپنی (۲۴۵ نفر)، ۰٫۱ درصد کره‌ای (۲۱۳ نفر) و ۰٫۰ درصد ویتنامی (۱۲۵ نفر) بودند.
در سال ۲۰۱۰، ۱٫۹ درصد از جمعیت خود را فقط از نژاد آمریکایی می‌دانستند (صرف نظر از نژاد یا قومیت)، در حالی که ۰٫۵ درصد از نژاد عرب بودند.
بر اساس مطالعه‌ای که در سال ۲۰۱۴ توسط پژوهشکده پیو انجام شد، مسیحیت پرکاربردترین دین در میامی (۶۸٪) است که ۳۹٪ از آنها اظهار می‌کنند که در کلیساهای مختلفی که می‌توان آن‌ها را پروتستان در نظر گرفت، شرکت می‌کنند و ۲۷٪ کاتولیک هستند. پس از آن یهودیت (۹٪) قرار دارد. اسلام، بودیسم، هندوئیسم و انواع دیگر ادیان پیروان کمتری دارند. ۲۱٪ بی‌دین هستند یا هیچ وابستگی مذهبی سازمان‌یافته‌ای برای خود قائل نیستند.
از اوایل دهه ۱۹۸۰ یک کلیسای دریانوردان نروژی در میامی وجود داشته است. در نوامبر ۲۰۱۱، مت-ماریت ولیعهد نروژ، ساختمان جدیدی را برای کلیسا افتتاح کرد. این کلیسا به عنوان مرکزی برای ۱۰۰۰۰ اسکاندیناویایی ساکن در فلوریدا ساخته شده است. حدود ۴۰۰۰ نفر از آنها نروژی هستند. این کلیسا همچنین مکان مهمی برای ۱۵۰ نروژی است که در والت دیزنی ورلد در مرکز فلوریدا کار می‌کنند.
بر اساس آمار سال ۲۰۲۲، تعداد ۳۴۴۰ بی خانمان در شهرستان میامی-دِید وجود داشته است که ۹۷۰ نفر از آنها در خیابان‌ها زندگی می‌کردند. در محدوده شهر میامی، تعداد افراد بی‌خانمان بدون سرپناه در خیابان‌ها به ۵۹۱ نفر رسیده که نسبت به ۵۵۵ نفر در سال ۲۰۲۱ افزایش داشته است.
طبق گزارش انجمن ملی مهاجرت، بیشتر مهاجران ساکن میامی از آمریکای لاتین هستند (۸۶٪) که کوبا (۷۴۱٬۶۶۶)، هائیتی (۲۱۳٬۰۰۰)، کلمبیا (۱۶۶٬۳۳۸) و جامائیکا (۱۴۴٬۴۴۵) در صدر این کشورها قرار دارند. پس از آن اروپا (۶/۱٪) با بیشترین مهاجر از بریتانیا (۲۳٬۳۳۴)، آلمان (۱۵٬۶۱۱) و ایتالیا (۱۴٬۲۴۰) و در نهایت آسیا (۵/۲٪) با بیشترین مهاجر از هند (۲۳٬۶۰۲)، چین (۲۱٬۵۸۰) و فیلیپین (۱۵٬۰۷۸) قرار دارند.

## اقتصاد
میامی یک مرکز مهم تجاری و مالی است و جامعه بین‌المللی کسب و کار قوی ای دارد. میامی به عنوان یک شهر جهانی با سطح بتا پلاس شناخته می‌شود، اما با چالش‌هایی در زمینه مسکن، تحصیلات، درآمد و فقر مواجه است.
میامی دارای شرکت‌های بزرگ بسیاری است که در زمینه‌های مختلفی مانند کشتیرانی، حقوق، ساخت و ساز و رسانه فعالیت می‌کنند. بسیاری از شرکت‌های چندملیتی نیز در میامی حضور دارند و برخی از آنها دفتر مرکزی عملیات آمریکای لاتین خود را در این شهر قرار داده‌اند.
میامی یک مرکز مهم تولید تلویزیونی به زبان اسپانیایی است و همچنین در زمینه موسیقی و ضبط موسیقی فعالیت دارد. این شهر در دهه ۲۰۰۰ شاهد رونق ساخت و ساز بود و ساختمان‌های بلند بسیاری در آن ساخته شد، اما بحران مسکن در سال ۲۰۰۷ باعث رکود بازار مسکن شد.
میامی از نظر جرم و جنایت، فقر و نابرابری درآمدی با مشکلاتی مواجه است. این شهر دارای فرودگاه بین‌المللی و بندر بزرگی است که از مهم‌ترین بندرها ورودی کالا در ایالات متحده محسوب می‌شوند. میامی همچنین مرکز بانک‌های بین‌المللی و مرکز ملی طوفان است.
میامی از نظر درصد خانواده‌های زیر خط فقر در بین شهرهای بزرگ آمریکا در رتبه بالایی قرار دارد و در سال ۲۰۰۱ دولت محلی آن ورشکسته شد. این شهر همچنین با مشکل آفت کشاورزی مورچه آتشین کوچک مواجه است.

### کشتی‌های گردشی
بندر میامی بزرگ‌ترین بندر کشتی‌های گردشی (کروز) در جهان است و بیش از یک دهه است که این جایگاه را حفظ کرده است. این بندر میزبان بزرگ‌ترین کشتی‌های گردشی و خطوط اصلی کروز می‌باشد و در سال ۲۰۱۷ به ۵٬۳۴۰٬۵۵۹ مسافر کروز خدمات رسانی کرده است. این بندر همچنین یکی از شلوغ‌ترین بندرها باربری کشور است و در سال ۲۰۱۷، ۹٬۱۶۲٬۳۴۰ تن بار وارد کرده است. چین بزرگ‌ترین کشور واردکننده و صادرکننده به این بندر است. میامی بیشترین تعداد دفاتر مرکزی خطوط کشتیرانی گردشی را در خود جای داده است و در سال ۲۰۱۴، تونل بندر میامی افتتاح شد که بزرگراه مک‌آرتور را به بندر میامی متصل می‌کند.
گردشگری یکی از بزرگ‌ترین صنایع بخش خصوصی میامی است و بیش از ۱۴۴٬۸۰۰ شغل در شهرستان میامی-دید ایجاد کرده است. حضور مکرر شهر در موسیقی، فیلم و فرهنگ عامه، میامی و نقاط دیدنی آن را در سراسر جهان شناخته شده کرده است. در سال ۲۰۱۶، این شهر پس از نیویورک، بیشترین تعداد گردشگر خارجی را در بین شهرهای ایالات متحده به خود جذب کرد و از نظر هزینه‌های بازدیدکنندگان بین‌المللی در بین ۲۰ شهر برتر جهان قرار دارد. بیش از ۱۵٫۹ میلیون بازدیدکننده در سال ۲۰۱۷ به میامی سفر کردند و ۲۶٫۱ میلیارد دلار به اقتصاد شهر افزودند. میامی با زیرساخت‌های هتلداری بزرگ و مرکز همایش‌های ساحل میامی که به تازگی بازسازی شده است، مقصدی محبوب برای برگزاری کنوانسیون‌ها و کنفرانس‌های سالانه است.
برخی از محبوب‌ترین مقاصد گردشگری در میامی عبارتند از ساحل جنوبی، جاده لینکلن، بازار بای‌ساید، مرکز شهر میامی و مرکز شهر بریکِل. منطقه آرت دکو در ساحل میامی به خاطر کلوپ‌های شبانه، سواحل، ساختمان‌های تاریخی و خرید، به عنوان یکی از جذاب‌ترین مناطق جهان شناخته می‌شود. رویدادهای سالانه مانند مسابقات آزاد میامی، آرت بازل، کنفرانس موسیقی زمستانی، جشنواره شراب و غذا ساحل جنوبی و هفته مد مرسدس بنز میامی هر ساله میلیون‌ها نفر را به این کلان‌شهر جذب می‌کنند.

## فرهنگ
میامی از یک فرهنگ پویا برخوردار است که تحت تأثیر جمعیت متنوعی از سراسر جهان قرار دارد. میامی به دلیل رشد سریع و عظیم خود در مدت زمانی کوتاه به «شهر جادویی» معروف است. خود شهر به خاطر جنگ مواد مخدر در اوایل دهه ۱۹۸۰ و زیبایی‌شناسی «Outrun» شهرت دارد. همچنین به دلیل جمعیت زیاد اسپانیایی زبان‌ها به «پایتخت آمریکای لاتین» ملقب شده است.
میامی صحنه فیلم‌ها و نمایش‌های تلویزیونی متعددی بوده است، از جمله «میامی وایس (مجموعه تلویزیونی)»، «کابوهای کوکائین»، «مهره سوخته»، «جین باکره»، صورت‌زخمی (فیلم ۱۹۸۳)، «قفس پرنده»، «فوتبالیست‌ها (مجموعه تلویزیونی)»، «ساوث بیچ تو»، «ایس ونچورا: کارآگاه حیوانات»، «سواری با هم ۲»، «Love & Hip Hop: Miami", "Kourtney & Kim Take Miami»، «دختران زرین»، «۲ سریع و ۲ خشمگین» و «دکستر». چندین بازی ویدیویی، از جمله «هات‌لاین میامی»، بازی مسابقه‌ای گیم‌لافت «آسفالت اوردرایو»، «صورت‌زخمی: دنیا برای توست»، و اتومبیل‌دزدی بزرگ: وایس سیتی خیالی در چندین بازی ویدیویی در سری «اتومبیل‌دزدی بزرگ»، به ویژه «اتومبیل‌دزدی بزرگ: وایس سیتی» و «اتومبیل‌دزدی بزرگ ۶» آینده، بر اساس میامی ساخته شده‌اند.

### سرگرمی و هنرهای نمایشی

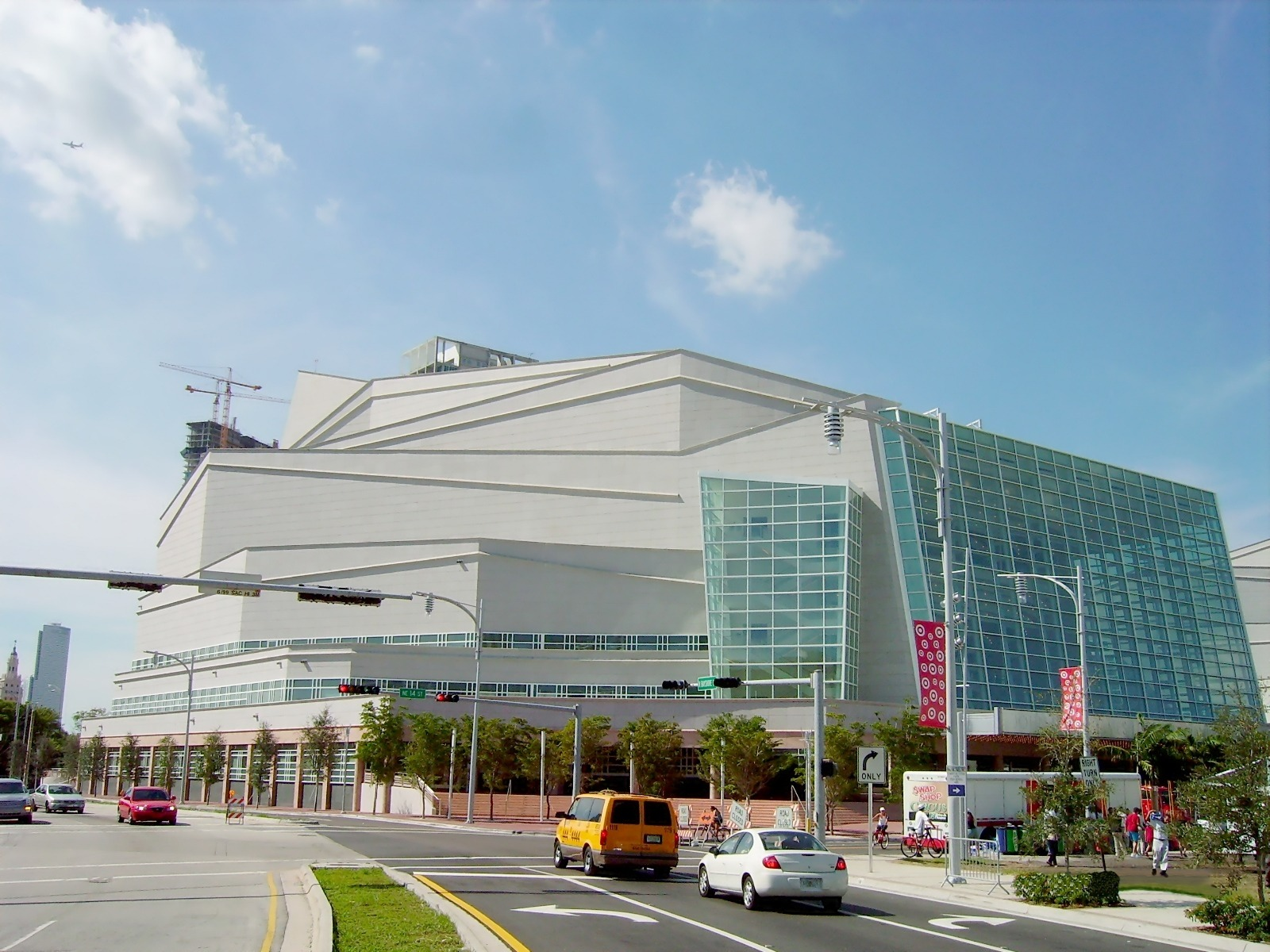
Adrienne Arsht Center for the Performing Arts، دومین مرکز بزرگ هنرهای نمایشی در ایالات متحده

علاوه بر جشنواره‌های سالانه مانند جشنواره کاله اوچو، میامی میزبان بسیاری از مراکز تفریحی، تئاترها، موزه‌ها، پارک‌ها و مراکز هنرهای نمایشی است. همچنین میامی زادگاه یکی از بزرگترین خوانندگان محبوب و جهانی آرماندو کریستین پرز معروف به پیتبول نیز هست. جدیدترین افزوده به صحنه هنر میامی، مرکز هنرهای نمایشی آدرین ارشت، خانه فلوریدا گرند اپرا و دومین مرکز بزرگ هنرهای نمایشی در ایالات متحده پس از مرکز هنرهای نمایشی لینکلن در شهر نیویورک است.[۱۳۷] این مرکز اپراها، باله‌ها، کنسرت‌ها و نمایش‌های موزیکال در مقیاس بزرگ را از سراسر جهان جذب می‌کند. دیگر مکان‌های هنرهای نمایشی در میامی عبارتند از: تئاتر المپیا، مرکز هنرهای نمایشی ورتهایم، مرکز نمایشگاهی نمایشگاهی، تئاتر برج، و آمفی تئاتر بی فرانت پارک.
یکی دیگر از رویدادهای مهم، جشنواره بین‌المللی فیلم میامی است که هر ساله به مدت ۱۰ روز در حوالی اولین هفته مارس برگزار می‌شود و در طی آن فیلم‌های بین‌المللی و آمریکایی مستقل در سراسر شهر به نمایش گذاشته می‌شوند. میامی چندین سالن سینمای مستقل دارد.
میامی تعداد زیادی از نوازندگان، خوانندگان، بازیگران، رقصندگان و نوازندگان ارکستر را جذب می‌کند. این شهر دارای ارکسترها، سمفونی‌ها و هنرستان‌های متعدد هنرهای نمایشی است. اینها شامل فلوریدا گرند اپرا، دانشگاه بین‌المللی فلوریدا، مدرسه موسیقی فراست و مدرسه هنرهای دنیای جدید هستند.
میامی همچنین یک مرکز بزرگ مد است و خانه مدل‌ها و برخی از برترین آژانس‌های مدلینگ جهان است. این شهر میزبان بسیاری از نمایش‌ها و رویدادهای مد، از جمله هفته مد میامی سالانه و هفته مد مرسدس بنز میامی که در منطقه هنری وین‌وود برگزار می‌شود، است.
اولین سینمای دریایی میامی در روز شنبه، ۲۵ ژوئیه ۲۰۲۰ افتتاح شد.

### موزه‌ها و هنرهای تجسمی

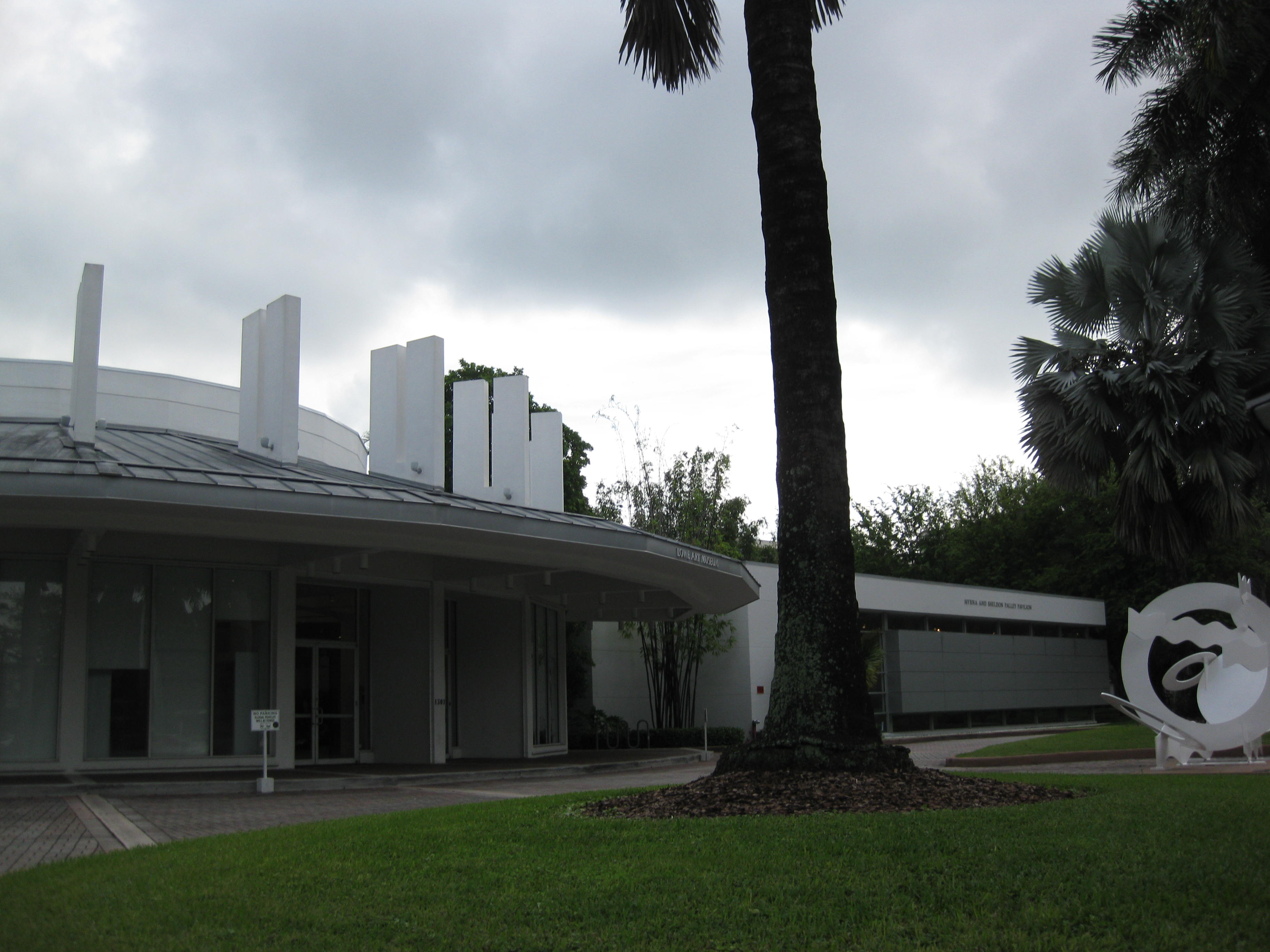
موزه هنر لووی در محوطه دانشگاه دانشگاه میامی (فلوریدا).

برخی از موزه‌های میامی عبارتند از موزه هنر فراست، موزه علم فراست، تاریخ میامی، مؤسسه هنرهای معاصر، موزه کودکان میامی، موزه هنر پرز، موزه هنر لوو و باغ موزه ویزکایا، که یک بنای تاریخی ملی (ایالات متحده آمریکا) در زمینی ۲۸ هکتاری در اوایل قرن بیستم در کوکونات گروو است.

### خوراک
غذاهای میامی بازتابی از جمعیت متنوع آن است، با تأثیر زیادی از آمریکای لاتین، کارائیب، سول فود و آشپزی یهودی. با ترکیب آنها با آشپزی آمریکایی جریان اصلی، سبکی منحصر به فرد از آشپزی فلوریدا جنوبی به نام آشپزی فوریبین ایجاد کرده است. این غذا در سراسر میامی و جنوب فلوریدا به‌طور گسترده در دسترس است و می‌توان آن را در رستوران‌های زنجیره‌ای مانند پولو تروپیکال یافت.
مهاجران کوبایی در دهه ۱۹۶۰ ساندویچ کوبایی را ابداع کردند و مدیانوچه، اسپرسو کوبایی، Bistec de palomilla و کروکت را با خود به میامی آوردند که همگی در بین تمام میامیایی‌ها محبوبیت پیدا کرده‌اند و به نمادی از غذاهای متنوع شهر تبدیل شده‌اند. امروزه این غذاها بخشی از فرهنگ محلی هستند و می‌توان آنها را در سراسر شهر در کافه‌های کنار پیاده‌رو، به ویژه در خارج از سوپرمارکت‌ها و رستوران‌ها، یافت. برخی از این مکان‌ها، مانند رستوران رستوران ورسای در هاوانای کوچک، غذاخوری‌های برجسته میامی هستند. میامی که در اقیانوس اطلس واقع شده و سابقه طولانی به عنوان یک بندر دارد، به خاطر غذاهای دریایی‌اش نیز شناخته می‌شود و بسیاری از رستوران‌های غذاهای دریایی در امتداد رودخانه میامی و در داخل و اطراف خلیج بیسکین واقع شده‌اند. این شهر همچنین دفتر مرکزی رستوران‌های زنجیره‌ای مانند برگر کینگ و بنیهانا است.

### گویش
منطقه میامی دارای گویش منحصربه‌فردی از انگلیسی آمریکایی است که معمولاً «لهجه میامی» نامیده می‌شود و به‌طور گسترده صحبت می‌شود. این لهجه در میان نسل دوم یا سوم آمریکایی‌های هیسپانیک و لاتین، از جمله کوبایی آمریکایی‌ها، که زبان اول آنها انگلیسی بود، توسعه یافت. علاوه بر این، برخی از سفیدپوستان غیر اسپانیایی‌تبار و سیاه‌پوستان که در منطقه میامی متولد و بزرگ شده‌اند نیز تمایل به پذیرش آن داشته‌اند. این گویش مبتنی بر انگلیسی عمومی آمریکایی نسبتاً استاندارد است اما با برخی تغییرات، بسیار شبیه به گویش‌های ایالت‌های میانه ساحل اقیانوس اطلس (به ویژه آنهایی که در انگلیسی نیویورکی و نیوجرسی شمالی، از جمله انگلیسی لاتینوی نیویورک) هستند. برخلاف گویش‌های ویرجینیا پیدمونت، ساحلی جنوبی آمریکا، شمال شرقی آمریکا و فلوریدا کرکر، «لهجه میامی» تلفظ «ر» در انگلیسی است. همچنین ریتم و تلفظی را در خود جای داده است که به شدت تحت تأثیر اسپانیایی است (که در آن ریتم هجا-زمانی است).
«لهجه میامی» عموماً ویژگی‌های زیر را نشان نمی‌دهد: هیچ میان‌هشت /ɛ/ قبل از خوشه‌های صامت اولیه با /s/ وجود ندارد، گویندگان /dʒ/ را با /j/ اشتباه نمی‌گیرند (مثلاً، «Yale» با «jail»)، و /r/ و /rr/ به صورت تقریبی لثوی [ɹ] به جای ضربه لثوی [ɾ] یا لرزشی لثوی [r] در اسپانیایی تلفظ می‌شوند.

## ورزش

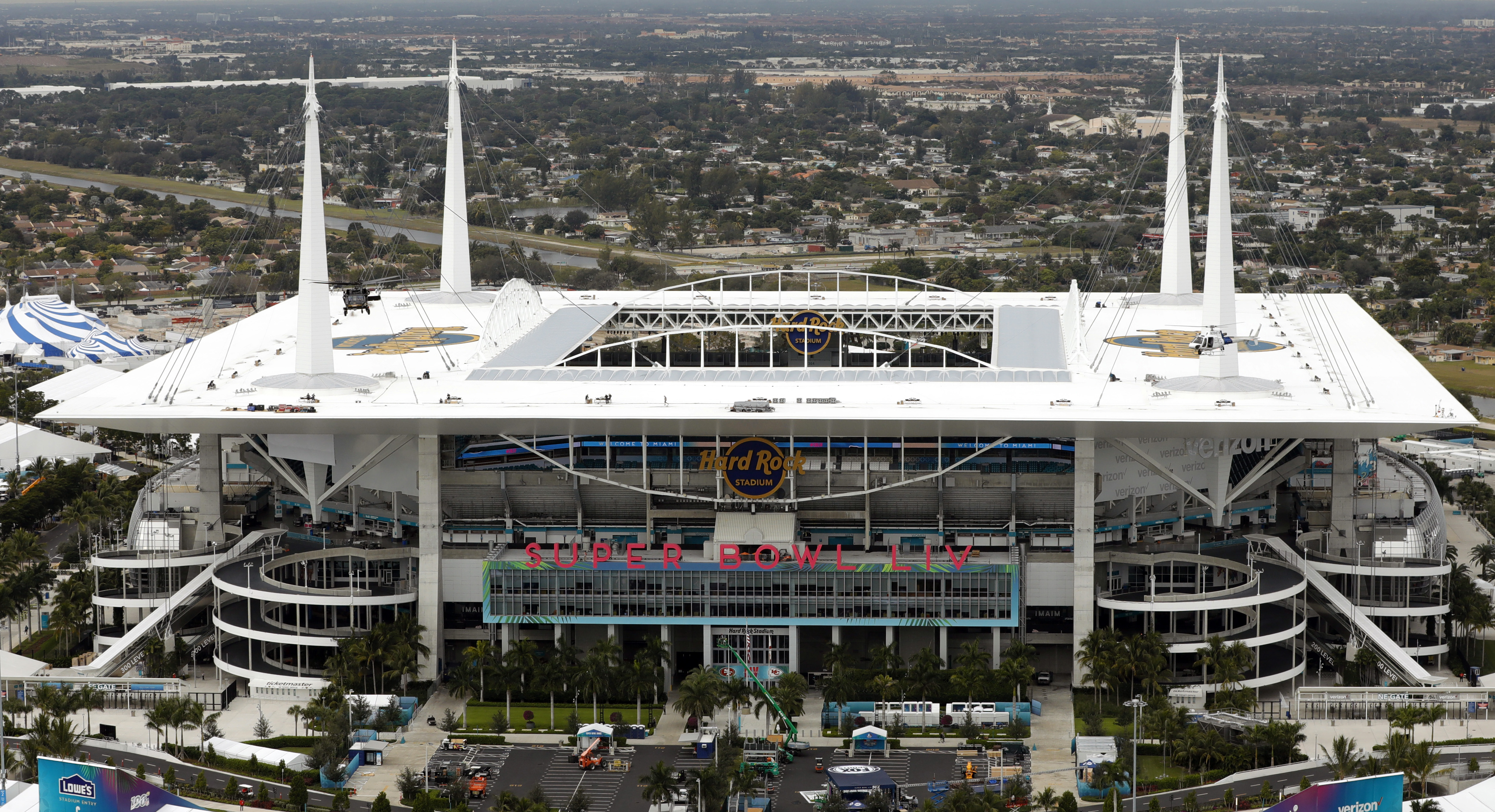
ورزشگاه هارد راک زمین خانگی میامی دلفینز در لیگ ملی فوتبال، تیم فوتبال میامی هاریکنز در دانشگاه میامی، و بازی اورنچ بول پلی‌آف فوتبال کالج که هر ساله در ژانویه برگزار می‌شود، است.

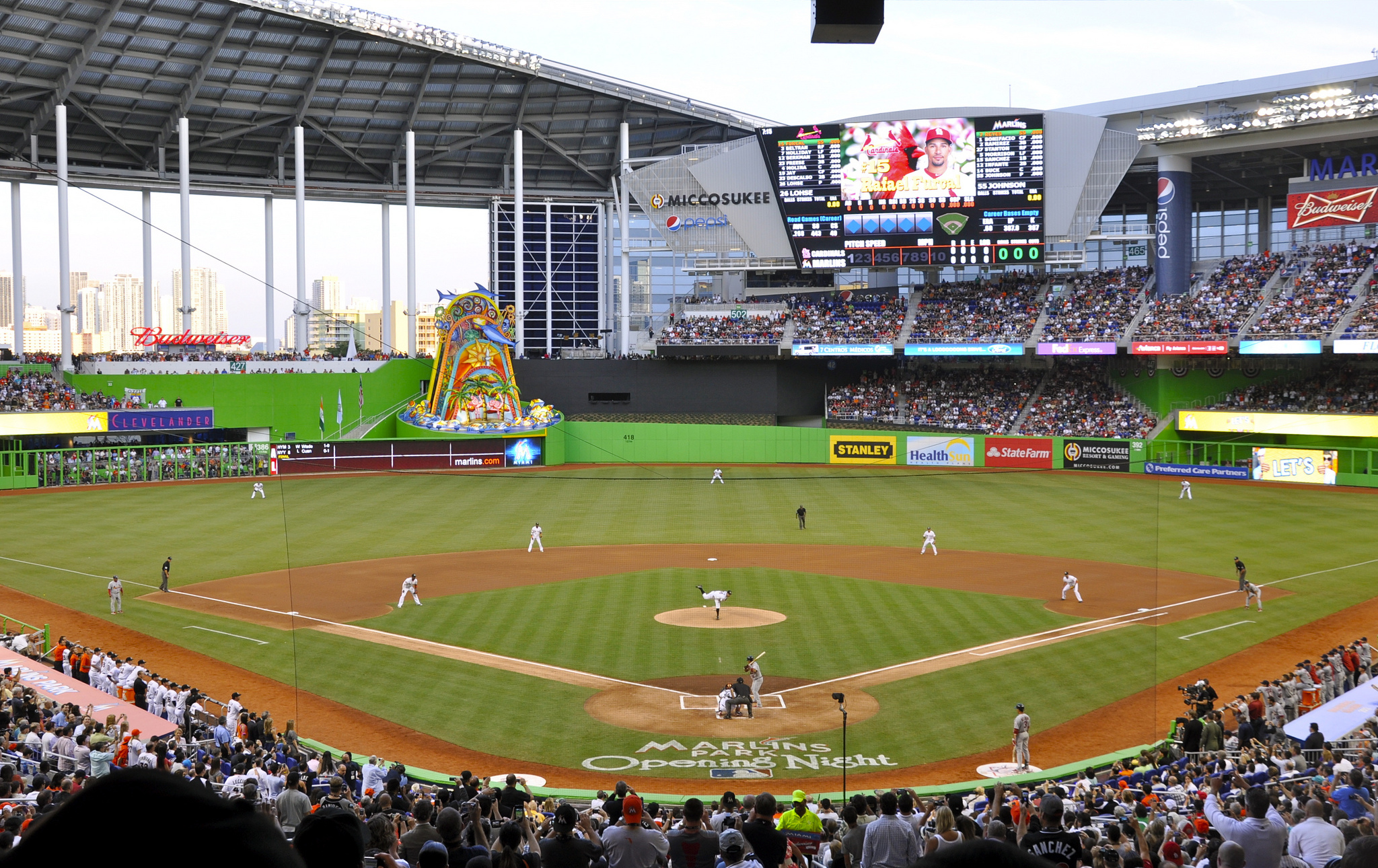
پارک لون‌دپو، خانه میامی مارلینز در لیگ برتر بیسبال آمریکا

پنج تیم ورزشی اصلی میامی عبارتند از باشگاه فوتبال اینتر میامی در لیگ برتر فوتبال ایالات متحده آمریکا (MLS)،[۱۵۸] میامی دلفینز در لیگ ملی فوتبال (NFL)،[۱۵۹] میامی هیت در اتحادیه ملی بسکتبال (NBA)، میامی مارلینز در لیگ برتر بیسبال آمریکا (MLB)، و فلوریدا پنترز در لیگ ملی هاکی (NHL). مسابقات تنیس سالانه میامی اوپن پیش از این در کی بیسکین، فلوریدا برگزار می‌شد، اما پس از خریداری این مسابقات توسط استفن راس، مالک میامی دلفینز در سال ۲۰۱۹، به ورزشگاه هارد راک منتقل شد. این شهر دارای ماریناها، مکان‌های جای آلای و زمین گلف متعدد است. خیابان‌های این شهر در گذشته میزبان مسابقات اتومبیل‌رانی حرفه‌ای بوده است، به ویژه مسابقات جایزه بزرگ میامی با چرخ‌های آزاد، مسابقات خودروهای اسپورت گرندپری میامی، و جایزه بزرگ میامی در فرمول یک. در سال ۲۰۱۵، میامی میزبان یک مسابقه فرمول E بود. پیست بیضی آزادراه هومستد-میامی میزبان مسابقات نسکار است.
هیت و مارلینز در محدوده شهر میامی، به ترتیب در امریکن ایرلاینز آرینا در مرکز شهر و پارک لن‌دپو در هاوانای کوچک بازی می‌کنند. پارک مرلینز در محل ورزشگاه قدیمی میامی اورنج بول ساخته شده است.
تیم مجیک جک و نیز تیم فوتبال آمریکایی میامی دلفینز و تیم بسکتبال میامی هیت و تیم فوتبال اینتر میامی از تیم‌های ورزشی این شهر هستند.
میامی دلفینز در ورزشگاه هارد راک در حومه میامی گاردنز، فلوریدا بازی می‌کند، در حالی که فلوریدا پنترز در سانرایز در نزدیکی امرنت بنک آرنا بازی می‌کند. باشگاه فوتبال اینتر میامی در ورزشگاه دی‌آروی پی‌ان‌کی در نزدیکی فورت لادردیل بازی می‌کند، به‌طور موقت تا زمانی که یک استادیوم در میامی فریدام پارک ساخته شود. میامی اف‌سی یکی دیگر از باشگاه‌های فوتبال حرفه‌ای است که در رده دوم قهرمانی یواس‌ال از سامانه لیگ فوتبال ایالات متحده آمریکا بازی می‌کند. این باشگاه مسابقات خانگی خود را در استادیوم اف‌آی‌یو در محوطه دانشگاه بین‌المللی فلوریدا (FIU) در میامی انجام می‌دهد.
اورنج بول، یکی از بازی‌های مهم در کالج فوتبال پلی‌آف از اتحادیه ملی ورزش دانشگاهی، هر زمستان در ورزشگاه هارد راک برگزار می‌شود. این استادیوم همچنین میزبان سوپر بول بوده است. منطقه شهری میامی در مجموع ده بار میزبان این بازی بوده است (پنج بار در ورزشگاه هارد راک فعلی و پنج بار در میامی اورنج بول) و با نیواورلئان برای بیشترین بازی‌ها برابری می‌کند.
میامی همچنین جایگاه بسیاری از تیم‌های ورزشی دانشگاهی است. دو تیم بزرگتر عبارتند از هاریکنز از دانشگاه میامی، که تیم فوتبال آن در ورزشگاه هارد راک بازی می‌کند و پنترز از دانشگاه بین‌المللی فلوریدا، که تیم فوتبال آن در ورزشگاه اف‌آی‌یو بازی می‌کند. هاریکنز در همایش ساحل اطلس (ACC) رقابت می‌کند، در حالی که پنترز در همایش یواس‌ای از اتحادیه ملی ورزش دانشگاهی رقابت می‌کند.
میامی همچنین جایگاه اسب‌های پاسو فینو است و مسابقات در مرکز سوارکاری پارک تروپیکال برگزار می‌شود. میامی میزبان فینال کوپا آمریکا ۲۰۲۴ در ۱۴ ژوئیه ۲۰۲۴ خواهد بود. میامی به عنوان یکی از یازده شهر میزبان ایالات متحده برای جام جهانی فوتبال ۲۰۲۶ خدمت خواهد کرد.

## سواحل و پارک‌ها

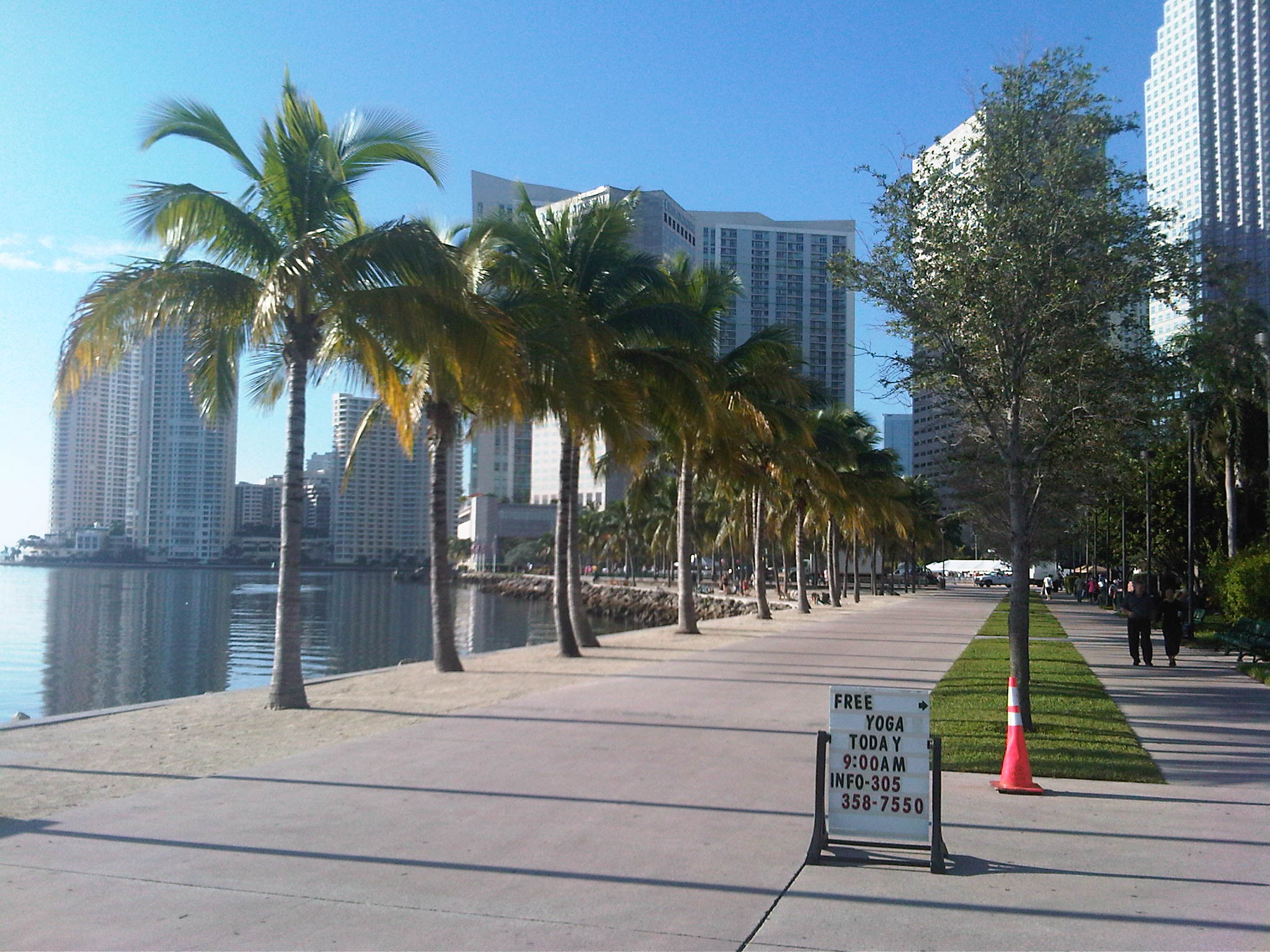
پارک بی‌فرانت در خلیج بیسکن، فوریه ۲۰۱۷.

میامی به لطف آب و هوای گرمسیری خود، امکان تفریحات و فعالیت‌های فضای باز متنوعی را در تمام طول سال برای ساکنان و گردشگران فراهم می‌کند. وجود اسکله‌ها، رودخانه‌ها، خلیج‌ها، کانال‌ها و اقیانوس اطلس، این شهر را به مقصدی برای علاقه‌مندان به قایق‌رانی، ماهیگیری و ورزش‌های آبی تبدیل کرده است. خلیج بیسکین با صخره‌های مرجانی فراوان، مکان مناسبی برای غواصی است.
در سطح شهر میامی بیش از ۸۰ پارک و باغ وجود دارد که از محبوب‌ترین آن‌ها می‌توان به پارک‌های «بی‌فرانت» و «موزه»، «تروپیکال»، «پیکاک»، «ویرجینیا کی» و «واتسون آیلند» اشاره کرد. از دیگر جاذبه‌های میامی و اطراف آن می‌توان به باغ وحش میامی، جزیره جنگل، آکواریوم دریایی میامی، جنگل میمون‌ها، قلعه مرجانی، املاک چارلز دیرینگ، باغ گیاه‌شناسی فیرچایلد و کی بیسکین اشاره کرد.
با این حال، در رتبه‌بندی سال ۲۰۲۰، شبکه بوستان‌های میامی در بین ۱۰۰ شهر پرجمعیت آمریکا، رتبه ۶۴ را کسب کرد که نسبت به رتبه ۴۸ در سال ۲۰۱۷، کمی کاهش یافته است.

## شهرداری

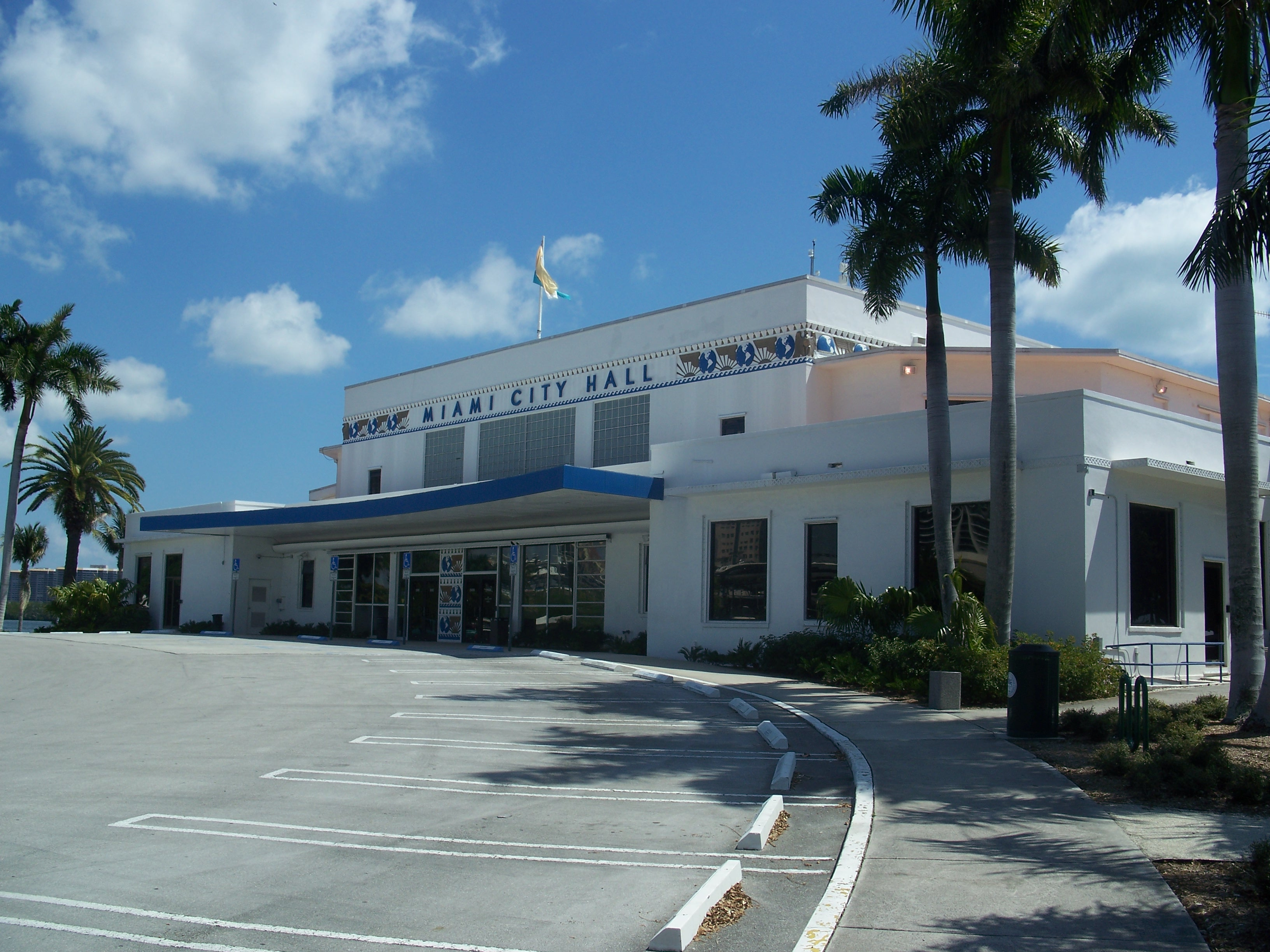
ساختمان شهرداری میامی، واقع در دینر کی در کوکونات گروو، محل دفاتر اداری اصلی میامی است.

شهرداری میامی از نوع نظام شهردار-شورایی استفاده می‌کند. کمیسیون شهر از پنج عضو تشکیل شده است که از حوزه‌های انتخابیه تک‌عضوی انتخاب می‌شوند. کمیسیون شهر، هیئت حاکمه را با اختیارات تصویب قوانین، اتخاذ مقررات و اعمال تمام اختیارات اعطایی به شهر در منشور شهر تشکیل می‌دهد. شهردار به‌طور کلی انتخاب می‌شود و یک مدیر شهری را منصوب می‌کند. شهر میامی توسط شهردار فرنسیس سوارز و ۵ کمیسر شهری که بر پنج منطقه در شهر نظارت می‌کنند، اداره می‌شود. جلسات منظم کمیسیون در ساختمان شهرداری میامی برگزار می‌شود که در محله کوکونات گروو واقع شده است. در مجلس نمایندگان ایالات متحده آمریکا، میامی توسط ماریا الویرا سالازار و ماریو دیاز بالرت از حزب جمهوری‌خواه، همراه با فردریکا ویلسون از حزب دموکرات نمایندگی می‌شود.

### کالج‌ها و دانشگاه‌ها

دانشگاه بین‌المللی فلوریدا، با پردیس اصلی خود در نزدیکی یونیورسیتی پارک، فلوریدا، بزرگ‌ترین دانشگاه در South Florida و چهارمین دانشگاه بزرگ از نظر ثبت نام در ایالات متحده است. همچنین یکی از دانشگاه‌های تحقیقاتی اولیه فلوریدا است.

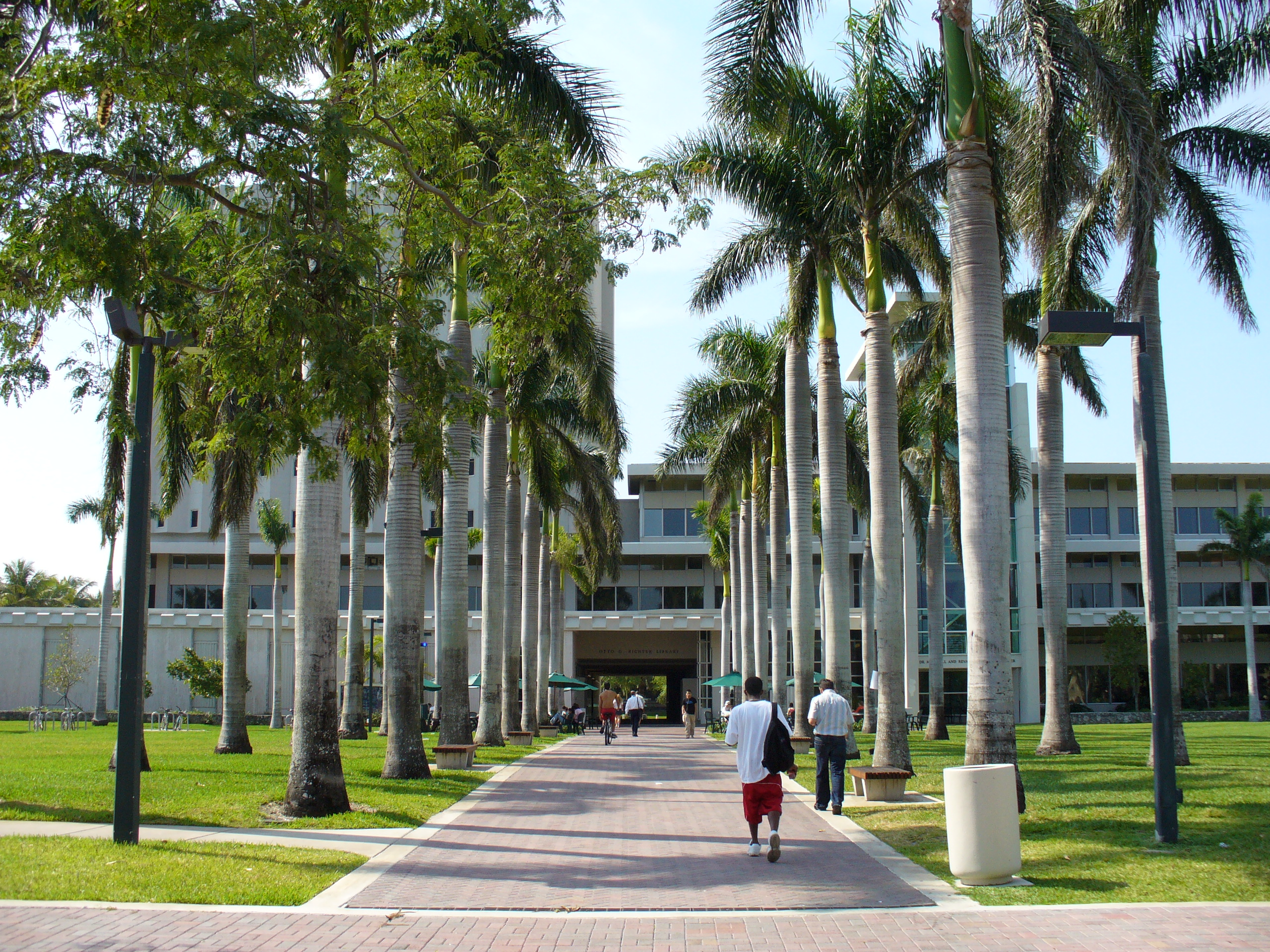
دانشگاه میامی (فلوریدا) که در سال ۱۹۲۵ تأسیس شد، در کورال گیبلز، فلوریدا در نزدیکی، برترین مؤسسه خصوصی آموزش عالی در فلوریدا است.

شهرستان میامی-دید بیش از ۲۰۰۰۰۰ دانشجو در کالج‌ها و دانشگاه‌های محلی ثبت نام کرده است و از نظر ثبت نام سرانه دانشگاه در رتبه هفتم کشور قرار دارد. در سال ۲۰۱۰، چهار کالج و دانشگاه بزرگ این شهر، کالج دید میامی، دانشگاه بین‌المللی فلوریدا، دانشگاه میامی، و دانشگاه بری، ۲۸۰۰۰ دانشجو فارغ‌التحصیل شدند.
همچنین میامی مقر سازمان‌های انتفاعی و غیرانتفاعی است که طیف وسیعی از آموزش‌های حرفه‌ای و سایر برنامه‌های آموزشی مرتبط را ارائه می‌دهند. به عنوان مثال، Per Scholas یک سازمان غیرانتفاعی است که آموزش گواهینامه حرفه ای رایگان را با هدف گذراندن موفقیت‌آمیز امتحانات گواهینامه کامپتیا A+ و Network+ به عنوان مسیری برای تأمین شغل و ایجاد حرفه ارائه می‌دهد.
کالج‌ها و دانشگاه‌های میامی و اطراف آن:
- دانشگاه بری، میامی شورز[۵۴]
- براوارد کالج، فورت لادردیل، فلوریدا[۵۵]
- دانشگاه فلوریدا آتلانتیک، بوکا راتون[۵۶]
- دانشگاه بین‌المللی فلوریدا، یونیورسیتی پارک[۵۷]
- دانشگاه مموریال فلوریدا، میامی گاردنز[۵۸]
- دانشگاه کایزر، فورت لادردیل[۵۹]
- کالج دید میامی، میامی[۶۰]
- دانشگاه بین‌المللی هنر و طراحی میامی
- دانشگاه نوا ساوت‌ایسترن، دیوی[۶۱]

آموزش:
- دانشگاه آتلانتیک پالم بیچ، وست پالم بیچ[۶۲]
- کالج ایالتی پالم بیچ، لیک ورث، فلوریدا[۶۳]
- دانشگاه سنت توماس، میامی گاردنز[۶۴]
- کالج ساوث‌ایسترن، وست پالم بیچ[۶۵]
- دانشگاه تلمودیک فلوریدا، میامی بیچ، فلوریدا[۶۶]
- دانشگاه فورت لودردیل، لودرهیل[۶۷]
- دانشگاه میامی، کورال گیبلز[۶۸]

### مدارس ابتدایی و متوسطه

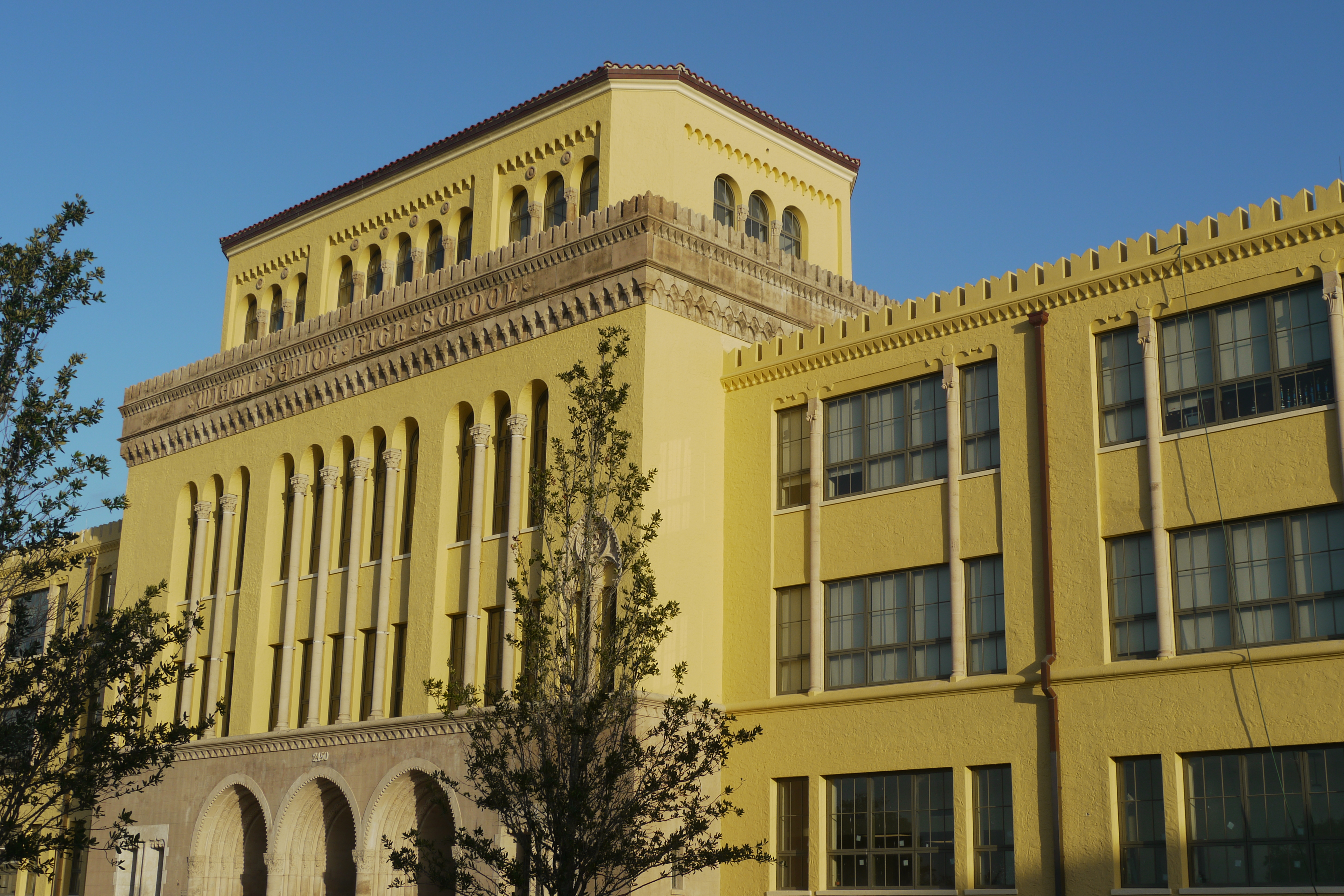
دبیرستان ارشد میامی، که در سال ۱۹۰۳ تأسیس شد، اولین دبیرستان میامی بود.

مدارس دولتی در میامی توسط مدارس دولتی شهرستان میامی دید اداره می‌شود که بزرگ‌ترین منطقه مدرسه در فلوریدا و چهارمین منطقه بزرگ در ایالات متحده است. از سپتامبر ۲۰۰۸ دارای ۳۸۵۶۵۵ دانش آموز و بیش از ۳۹۲ مدرسه و مرکز است. این منطقه همچنین بزرگ‌ترین سیستم مدارس دولتی اقلیت در کشور است، ۶۰ درصد از دانش آموزان آن اسپانیایی‌تبار، ۲۸ درصد سیاه‌پوستان آمریکا یا آمریکایی‌های کارائیبی‌تبار، ۱۰ درصد آمریکایی‌های سفیدپوست و ۲ درصد غیرسفید از سایر اقلیت‌ها هستند.
محدوده شهر میامی محل چندین دبیرستان مهم است: دبیرستان طراحی و معماری که در فهرست «مدال طلا» توسط یواس نیوز اند ورلد ریپورت در رتبه هفتم قرار دارد، MAST Academy, Coral Reef High School و مدرسه هنرهای دنیای جدید.M-DCPS همچنین یکی از معدود مناطق مدارس دولتی در ایالات متحده است که آموزش دوزبانه اختیاری را به زبان‌های اسپانیایی، فرانسوی، آلمانی، زبان کریول آییسینی و چینی معیار ارائه می‌دهد.
میامی خانه چندین مدرسه خصوصی مشهور رومی کاتولیک، یهودی و غیردینی است. اسقف‌نشین میامی مدارس خصوصی کاتولیک منطقه را اداره می‌کند، که شامل دبیرستان ایماکولاتا-لاسال (در محدوده شهر میامی)، St. مدرسه ترزا (کورال گیبلز)، دبیرستان مونسینیور ادوارد پیس (میامی گاردنز)، و دبیرستان سنت برندان (در Westchester)، در میان بسیاری دیگر از مدارس ابتدایی و دبیرستان‌های کاتولیک. دبیرستان اسقف اعظم کرلی نوتردام تا زمان تعطیلی آن در سال ۲۰۱۶ در محدوده شهر میامی بود.
مدارس آمادگی کاتولیک که توسط نظام‌های مذهبی در منطقه اداره می‌شوند عبارتند از مدرسه مقدماتی بلن یسوعی (Tamiami) و دبیرستان کریستوفر کلمب (Westchester) برای پسران و مدرسه قلب مقدس کارولتون (محدوده شهر میامی) و آکادمی بانوی لوردس (Ponce-Davis) برای دختران.
مدارس خصوصی غیردینی در میامی عبارتند از مدرسه رنسام اورگلیدز، مدرسه گالیور آمادگی و مدرسه میامی کانتری دی. سایر مدارس در این منطقه عبارتند از مدرسه اجتماعی روزانه ساموئل شِک هیلل، مدرسه مسیحی دید، مدرسه پالمر ترینیتی، مدرسه مسیحی وست مینستر و مدارس ریویرا.

### آموزش تکمیلی
میامی هوشوکو یک مدرسه ژاپنی نیمه وقت برای شهروندان ژاپنی و افراد ژاپنی‌تبار در منطقه است. این مدرسه قبلاً در ویرجینیا کی، در مدرسه علوم دریایی و جوی روزنستیل واقع شده بود. در حال حاضر این مدرسه کلاس‌هایی را در وستچستر برگزار می‌کند و دفترهایی در دورال دارد.

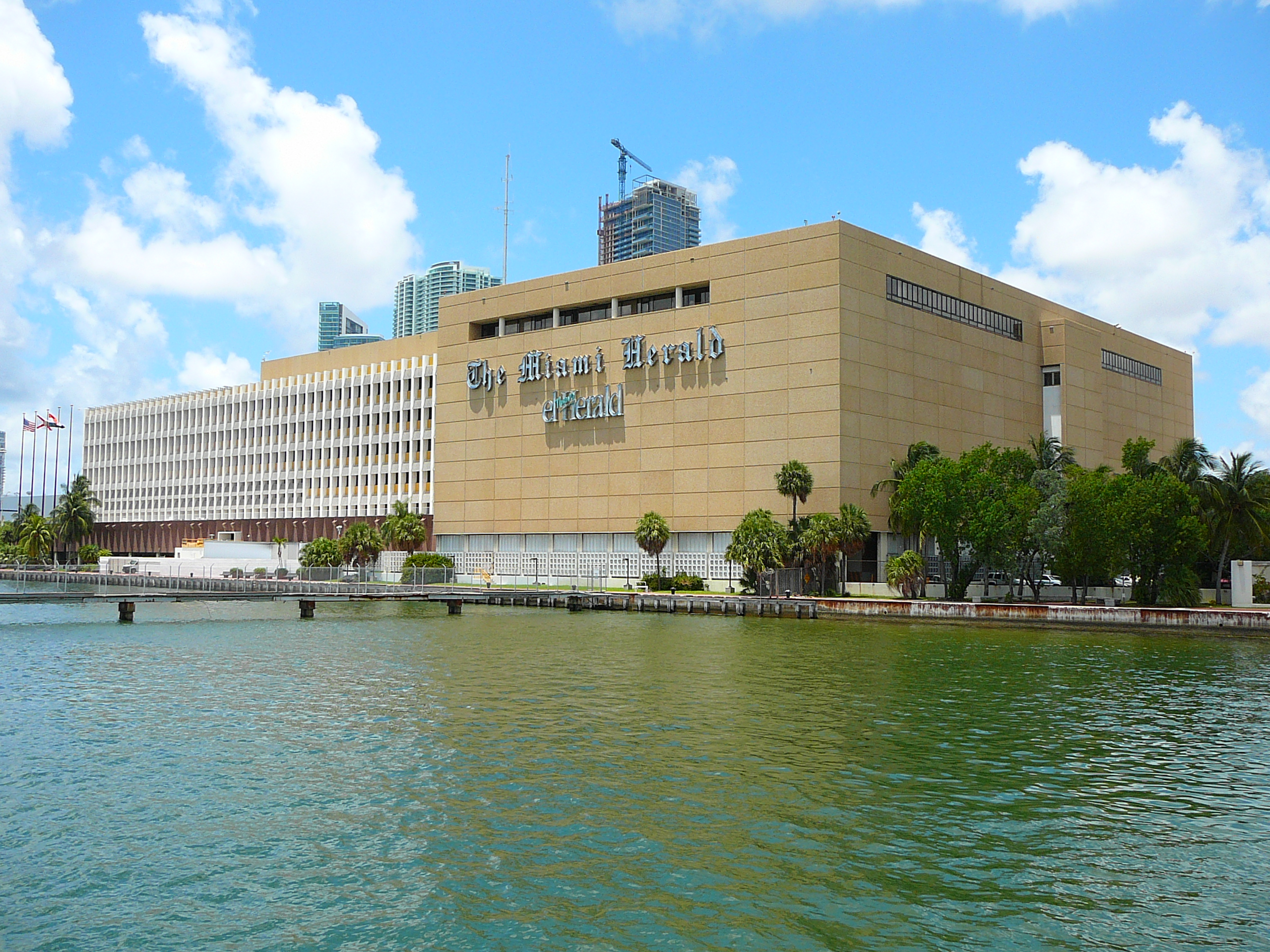
دفتر مرکزی سابق «میامی هرالد» در خلیج بیسکین

میامی یکی از بزرگ‌ترین بازارهای تلویزیونی کشور و پس از ناحیه خلیج تامپا دومین بازار بزرگ در ایالت فلوریدا است. میامی چندین روزنامه بزرگ دارد که روزنامه اصلی و بزرگ‌ترین آن «میامی هرالد» است. «El Nuevo Herald» روزنامه اصلی و بزرگ‌ترین روزنامه اسپانیایی‌زبان است. «میامی هرالد» و «El Nuevo Herald» روزنامه‌های اصلی، بزرگ و بزرگ‌ترین روزنامه‌های میامی و جنوب فلوریدا هستند. این روزنامه‌ها در سال ۲۰۱۳ خانه قدیمی خود را در مرکز شهر میامی ترک کردند. این روزنامه‌ها اکنون در خانه سابق فرماندهی جنوبی ایالات متحده آمریکا در دورل مستقر هستند.
از دیگر روزنامه‌های مهم می‌توان به «میامی تودی» که دفتر مرکزی آن در بریکِل است، «میامی نیو تایمز» که دفتر مرکزی آن در میدتاون است، «میامی سان‌پست", "مجله تجاری فلوریدای جنوبی» و «میامی تایمز» اشاره کرد. یک روزنامه اسپانیایی زبان دیگر، «Diario Las Americas» نیز در میامی خدمت می‌کند. روزنامه‌های دانشجویی دانشگاه‌های محلی عبارتند از «میامی هاریکن» دانشگاه میامی، «بیکن» دانشگاه بین‌المللی فلوریدا، «The Metropolis" کالج میامی-دید و «The Buccaneer" دانشگاه بری. بسیاری از محله‌ها و مناطق مجاور نیز روزنامه‌های محلی خود را دارند، مانند «Aventura News", "Coral Gables Tribune", "Biscayne Bay Tribune", "Biscayne Times» و «Palmetto Bay News».
تعدادی مجله در سراسر منطقه میامی بزرگ منتشر می‌شود، از جمله «میامی مانتلی»، تنها شهر/منطقه جنوب شرقی فلوریدا، و «اوشن درایو»، یک صحنه اجتماعی داغ.
میامی همچنین مقر و شهر تولید اصلی بسیاری از بزرگ‌ترین شبکه‌های تلویزیونی، شرکت‌های ضبط موسیقی، شرکت‌های پخش و امکانات تولیدی جهان مانند تلموندو، یونیویزیون، Univision Communications, مگا تی‌وی، یونیورسال لاتین میوزیک اینترتینمنت، RCTV International و تلویزیون سان‌بیم است. در سال ۲۰۰۹، یونیویژن از برنامه‌هایی برای ساخت یک استودیوی تولید جدید در میامی، با نام Univision Studios خبر داد. Univision Studios در حال حاضر دفتر مرکزی آن در میامی است و برنامه‌هایی را برای همه شبکه‌های تلویزیونی Univision Communications تولید خواهد کرد.
میامی دوازدهمین بازار بزرگ رادیویی و هفدهمین بازار بزرگ تلویزیونی در ایالات متحده است. ایستگاه‌های تلویزیونی که به منطقه میامی خدمات‌رسانی می‌کنند عبارتند از WAMI (UniMás O&O), WBFS (ایندیپندنت), WSFL (سی‌دابلیو), WFOR (سی‌بی‌اس O&O), WHFT (تی‌بی‌ان), WLTV (یونیویزیون O&O), WPLG (شرکت پخش رسانه‌ای آمریکا), WPXM (Ion), WSCV (تلموندو), WSVN (شرکت پخش همگانی فاکس), WTVJ (ان‌بی‌سی O&O), WPBT (پی‌بی‌اس), and WLRN (همچنین PBS).
شبکه جاده‌ای میامی مبتنی بر شبکه عددی میامی است، جایی که خیابان فلگلر به عنوان مبدأ شرقی-غربی و خیابان میامی به عنوان مبدأ شمالی-جنوبی عمل می‌کنند. گوشه خیابان فلگلر و خیابان میامی در مرکز شهر و روبروی میسیز (که قبلاً دفتر مرکزی بوردین بود) قرار دارد. شبکه میامی عمدتاً عددی است، به این معنی که برای نمونه، تمام نشانی‌های خیابانی در شمال خیابان فلگلر و غرب خیابان میامی، "NW" در آدرس خود دارند. از آنجا که نقطه شروع این شبکه در مرکز شهر و نزدیک به ساحل است، مناطق "NW" و "SW" بسیار بزرگتر از مناطق "SE" و "NE" هستند. بسیاری از جاده‌ها، به ویژه جاده‌های اصلی، دارای نام نیز می‌باشند (مانند تامیامی تریل/SW 8th St)، اگرچه با استثنائات، شماره‌ها بیشتر در بین مردم محلی رایج است.
با چند استثنا، در این شبکه، جاده‌های شمالی-جنوبی به عنوان دادگاه‌ها، جاده‌ها، خیابان‌ها یا مکان‌ها (که اغلب با نام مخفف CRAP شناخته می‌شوند) مشخص می‌شوند، در حالی که جاده‌های شرقی-غربی به عنوان خیابان، تراس، درایو یا گاهی راه شناخته می‌شوند. جاده‌های اصلی در هر جهت در فواصل یک مایلی قرار دارند. در هر مایل ۱۶ بلوک در خیابان‌های شمالی-جنوبی و ۱۰ بلوک در خیابان‌های شرقی-غربی وجود دارد. خیابان‌های اصلی شمالی-جنوبی معمولاً به عدد "۷" ختم می‌شوند، به عنوان مثال، ۱۷، ۲۷، ۳۷/داگلاس، ۵۷/رد، ۶۷/لودلام، ۸۷/گالووی و غیره، که همگی به سمت غرب فراتر از ۱۷۷/کروم ادامه دارند. (یک استثنای برجسته 42nd Avenue، لژون رود است که در نقطه نیم مایلی قرار دارد). خیابان‌های اصلی شرقی-غربی در جنوب مرکز شهر مضربی از ۱۶ هستند، اگرچه نقطه شروع این سیستم در SW 8th St، نیم مایل جنوبی خیابان فلگلر ("صفر") است؛ بنابراین، خیابان‌های اصلی در خیابان ۸، ۲۴/کورال وی، ۴۰/برد، ۵۶/میلر، ۷۲/سانست، ۸۸/ان. کندال، ۱۰۴ (در اصل اس. کندال)، ۱۲۰/مونتگومری، ۱۳۶/هاوارد، ۱۵۲/کورال ریف، ۱۶۸/ریچموند، ۱۸۴/اورکا، ۲۰۰/کوایل روست، ۲۱۶/هینلین میل، ۲۳۲/سیلور پالم، ۲۴۸/کوکونات پالم و غیره قرار دارند. در داخل شبکه، آدرس‌های فرد معمولاً در ضلع شمالی یا شرقی و آدرس‌های زوج در ضلع جنوبی یا غربی قرار دارند.
تمام خیابان‌ها و جاده‌ها در شهرستان میامی-دِید از شبکه میامی پیروی می‌کنند، با چند استثنا، به ویژه در کورال گیبلز، هیالیا، کوکونات گروو و میامی بیچ. یک محله، جاده‌ها، به این دلیل نامگذاری شده است که خیابان‌های آن با زاویه ۴۵ درجه از شبکه میامی خارج می‌شوند و بنابراین همگی جاده نامیده می‌شوند.
میامی-داد کانتی توسط چهار بزرگراه بین ایالتی (I-75، I-95، I-195، I-395) و چندین بزرگراه ایالات متحده از جمله مسیر ۱ ایالات متحده، مسیر ۲۷ ایالات متحده، مسیر ۴۱ ایالات متحده و مسیر ۴۴۱ ایالات متحده سرویس می‌شود.
میامی دارای شش گذرگاه اصلی است که بر فراز خلیج بیسکین کشیده شده و سرزمین اصلی غربی را به جزایر مانع شرقی در امتداد اقیانوس اطلس متصل می‌کند. گذرگاه ریکن‌بکر جنوبی‌ترین گذرگاه است و بریکل را به ویرجینیا کی و کی بیسکین متصل می‌کند. گذرگاه ونیزی و گذرگاه مک‌آرتور، مرکز شهر را به ساوت بیچ متصل می‌کنند. گذرگاه جولیا تاتل، میانی شهر (Midtown) و میامی بیچ را به هم متصل می‌کند. گذرگاه خیابان ۷۹، Upper East Side را به نورث بیچ متصل می‌کند. شمالی‌ترین گذرگاه، گذرگاه براد، کوچک‌ترین گذرگاه از شش گذرگاه میامی است و شمال میامی را به جزایر بای هاربر و بال هاربر متصل می‌کند.
در سال ۲۰۰۷، میامی در یک نظرسنجی که توسط باشگاه اتومبیل AutoVantage انجام شد، به عنوان شهری با بی‌ادب‌ترین رانندگان در ایالات متحده شناخته شد، دومین سال متوالی که به این عنوان دست یافت. [۲۸۳] همچنین، میامی به‌طور مداوم به عنوان یکی از خطرناک‌ترین شهرهای ایالات متحده برای عابران پیاده رتبه‌بندی می‌شود.

## حمل و نقل عمومی

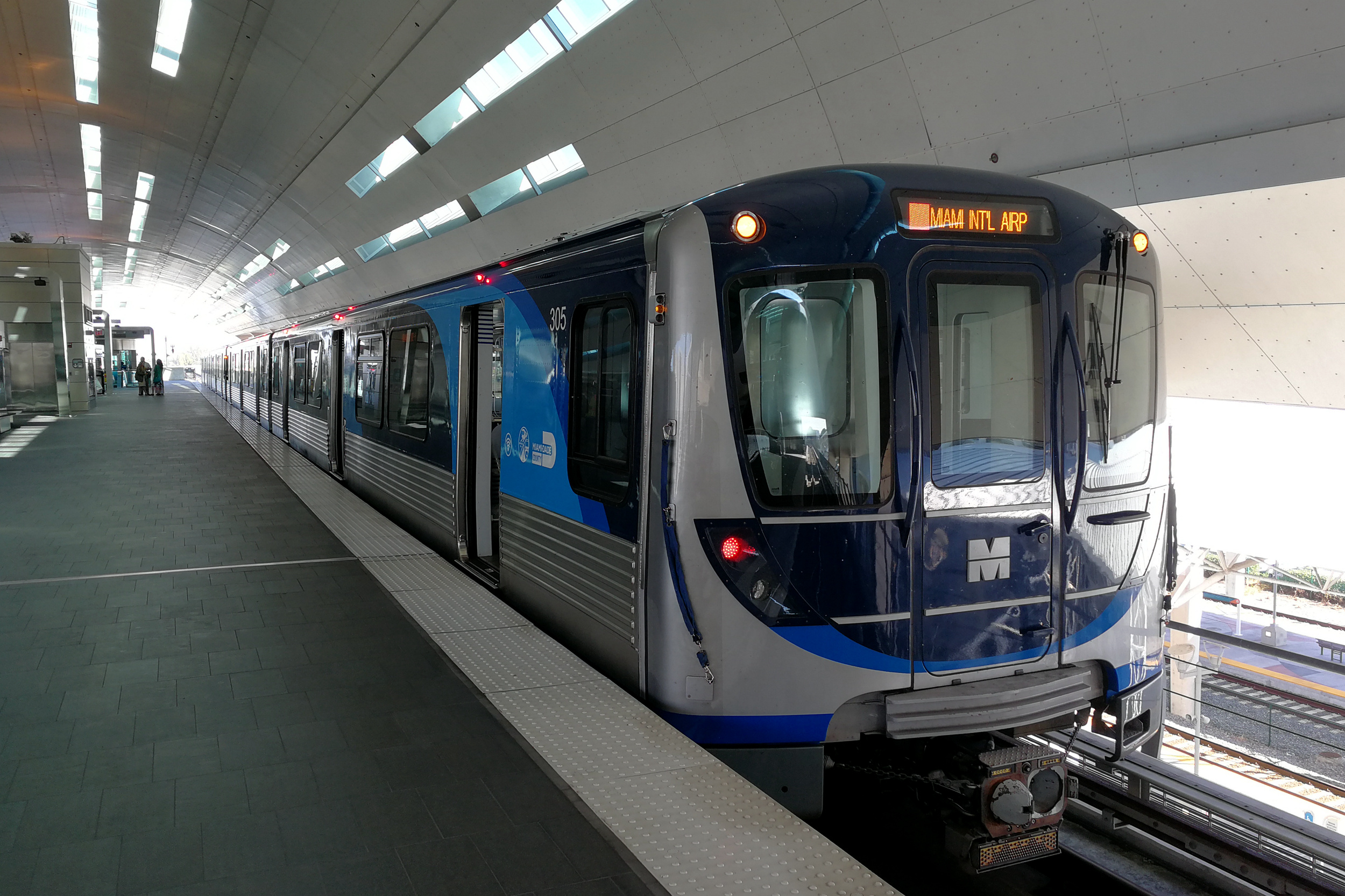
متروریل (شهرستان میامی-دید) میامی، شبکه مترو این شهر است و میامی را به حومه‌های اطراف آن متصل می‌کند.

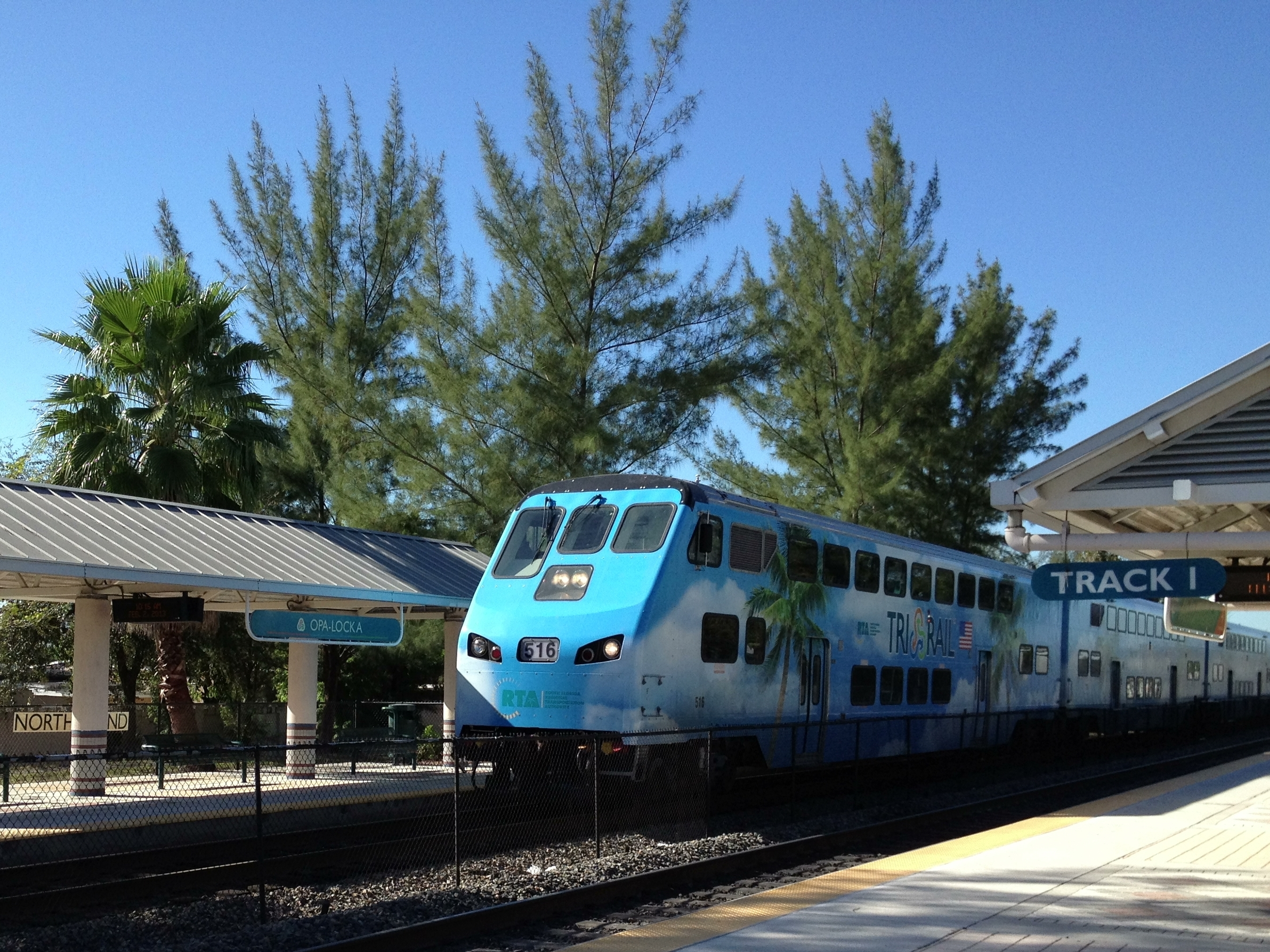
Tri-Rail، راه‌آهن شهری و حومه میامی است که از شمال به جنوب، از حومه‌های میامی در وست پام بیچ، فلوریدا تا فرودگاه بین‌المللی میامی امتداد دارد.

ترابری عمومی در میامی توسط ترانزیت میامی-دید و SFRTA اداره می‌شود و شامل راه‌آهن شهری و حومه (Tri-Rail), مترو سنگین (متروریل (شهرستان میامی-دید)), یک people mover مرتفع (Metromover) و اتوبوس‌ها (Metrobus) می‌شود. میامی بیشترین میزان استفاده از حمل و نقل عمومی را در فلوریدا دارد، زیرا حدود ۱۷٪ از میامیایی‌ها روزانه از ترابری همگانی استفاده می‌کنند. میانگین زمان رفت و آمد با حمل و نقل عمومی در میامی در روزهای هفته ۹۰ دقیقه است، در حالی که ۳۹٪ از مسافران حمل و نقل عمومی بیش از ۲ ساعت در روز رفت و آمد می‌کنند. میانگین زمان انتظار در ایستگاه حمل و نقل عمومی ۱۸ دقیقه است، در حالی که ۳۷٪ از مسافران به‌طور متوسط هر روز بیش از ۲۰ دقیقه منتظر می‌مانند. میانگین مسافت سفر با حمل و نقل عمومی ۷٫۴۶ مایل (۱۲ کیلومتر) است، در حالی که ۳۸٪ بیش از ۸٫۰۸ مایل (۱۳ کیلومتر) در هر مسیر سفر می‌کنند.
شبکه ترابری پرسرعت ریلی میامی، متروریل، یک شبکه مرتفع شامل دو خط و ۲۳ ایستگاه در یک خط ۲۴٫۴-مایل (۳۹٫۳-کیلومتر) است. Metrorail حومه‌های غربی شهری هیالیا، فلوریدا، مدلی، فلوریدا و مرکز شهر میامی را با حومه The Roads, Coconut Grove، کورال گیبلز، فلوریدا، ساوت میامی، فلوریدا و شهری کندال، فلوریدا از طریق مناطق تجاری مرکزی فرودگاه بین‌المللی میامی، Health District و مرکز شهر متصل می‌کند. یک people mover مرتفع و رایگان، Metromover، ۲۱ ایستگاه را در سه خط مختلف در مرکز شهر میامی اداره می‌کند، با یک ایستگاه تقریباً در هر دو بلوک مرکز شهر و بریکل. چندین پروژه توسعه توسط یک مالیات فروش اضافی توسعه حمل و نقل در سراسر شهرستان میامی-دید تأمین می‌شود.
Tri-Rail، یک شبکه قطار حومه شهری که توسط South Florida Regional Transportation Authority (SFRTA) اداره می‌شود، از فرودگاه بین‌المللی میامی به سمت شمال تا وست پام بیچ، فلوریدا امتداد دارد و هجده توقف در سرتاسر شهرستان‌های شهرستان میامی-دید، فلوریدا، شهرستان براوارد، فلوریدا و شهرستان پام بیچ، فلوریدا دارد.
Miami Intermodal Center یک مرکز حمل و نقل عظیم است که به متروریل (شهرستان میامی-دید)، امترک، Tri-Rail, Brightline, Metrobus، گری‌هاوند، تاکسی، اجاره خودرو، MIA Mover، خودروهای شخصی، دوچرخه‌ها و عابران پیاده در مجاورت فرودگاه بین‌المللی میامی خدمات ارائه می‌دهد. Miami Intermodal Center در سال ۲۰۱۰ تکمیل شد و به حدود ۱۵۰٬۰۰۰ مسافر و گردشگر در منطقه میامی خدمات ارائه می‌دهد. فاز اول ایستگاه MiamiCentral در سال ۲۰۱۲ تکمیل شد و بخش Tri-Rail فاز دوم در سال ۲۰۱۵ تکمیل شد، اما ساخت بخش Amtrak همچنان به تأخیر افتاده است.
دو شبکه ریلی سبک جدید، Baylink و Miami Streetcar، پیشنهاد شده‌اند و در حال حاضر در مرحله برنامه‌ریزی هستند. BayLink مرکز شهر را به ساوت بیچ متصل می‌کند و Miami Streetcar مرکز شهر را به Midtown متصل می‌کند.
میامی پایانه جنوبی خدمات ساحل آتلانتیک امترک است که دو خط را اداره می‌کند، Silver Meteor و Silver Star، که هر دو در شهر نیویورک خاتمه می‌یابند. ایستگاه Amtrak میامی در حومه هیالیا، فلوریدا در نزدیکی ایستگاه Tri-Rail/Metrorail در NW 79 St و NW 38 Ave واقع شده است. ساخت فعلی ایستگاه مرکزی میامی، تمام عملیات Amtrak را از مکان فعلی خارج از مسیر به یک مکان متمرکز با متروریل (شهرستان میامی-دید)، MIA Mover, Tri-Rail، فرودگاه بین‌المللی میامی و Miami Intermodal Center، همگی در همان ایستگاه نزدیک به مرکز شهر، منتقل خواهد کرد. انتظار می‌رفت که این ایستگاه تا سال ۲۰۱۲ تکمیل شود، اما با چندین تأخیر مواجه شد و بعداً انتظار می‌رفت در اواخر سال ۲۰۱۴ تکمیل شود، و دوباره به اوایل سال ۲۰۱۵ موکول شد.

### فرودگاه‌ها

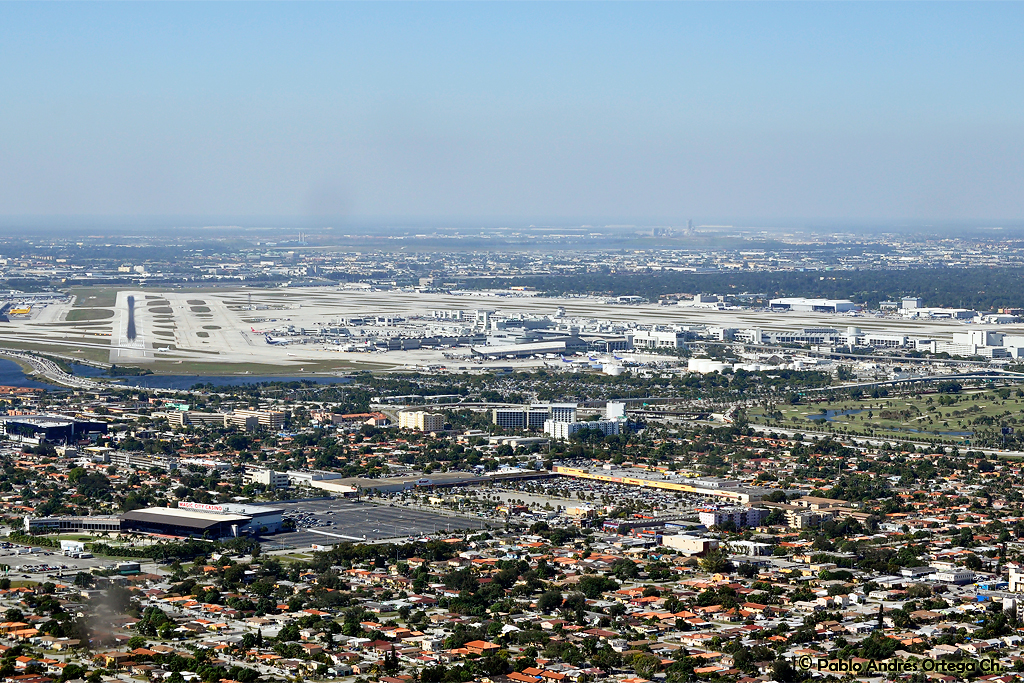
فرودگاه بین‌المللی میامی، دهمین فرودگاه بزرگ ایالات متحده است.

فرودگاه بین‌المللی میامی به عنوان فرودگاه بین‌المللی اصلی منطقه میامی بزرگ فعالیت می‌کند. فرودگاه بین‌المللی میامی به دلیل موقعیت مرکزی خود، یکی از شلوغ‌ترین فرودگاه‌های بین‌المللی جهان است و سالانه به بیش از ۴۵ میلیون مسافر خدمات ارائه می‌دهد. این فرودگاه یک قطب اصلی و بزرگ‌ترین دروازه بین‌المللی برای امریکن ایرلاینز است. میامی اینترنشنال دومین فرودگاه شلوغ از نظر ترافیک مسافری در فلوریدا، سومین بندر بزرگ ورودی بین‌المللی ایالات متحده برای مسافران هوایی خارجی پس از فرودگاه‌های فرودگاه بین‌المللی جان اف کندی نیویورک و فرودگاه بین‌المللی لس آنجلس است. شبکه گسترده مسیرهای بین‌المللی این فرودگاه شامل پروازهای بدون توقف به بیش از هفتاد شهر بین‌المللی در شمال و آمریکای جنوبی، اروپا، آفریقا، آسیا و خاورمیانه است.
علاوه بر این، فرودگاه بین‌المللی فورت لادردیل–هالیوود و فرودگاه بین‌المللی پام بیچ در نزدیکی، ترافیک تجاری را در منطقه میامی نیز سرویس می‌دهند. فرودگاه استیجاری اوپا-لوکا در اوپا-لوکا، فلوریدا و فرودگاه استیجاری میامی در یک منطقه بدون شهرداری در جنوب غربی میامی، به رفت‌وآمد هواپیمایی عمومی در منطقه میامی خدمات ارائه می‌دهند.
- فرودگاه بین‌المللی میامی
- اتومبیل‌دزدی بزرگ: وایس سیتی
- ساوت بیچ
- نورث بیچ

1. ↑  "Table 1. Annual Estimates of the Population of Metropolitan and Micropolitan Statistical Areas: April 1, 2010 to July 1, 2012". 2012 Population Estimates. United States Census Bureau, Population Division. March 2013. Archived from the original (CSV) on 1 April 2013. Retrieved March 17, 2013.
2. ↑  Newworldencyclopedia.org. “Miami, Florida - New World Encyclopedia,” 2024. https://www.newworldencyclopedia.org/entry/Miami,_Florida.
3. ↑  همان منبع
4. ↑  Welcome to the Magic City - Miami, Florida
5. ↑  "City Mayors: World's richest cities by purchasing power". City Mayors. Retrieved September 19, 2009.
6. ↑  "How Latinos Are Shaping America's Future". 2018. Nationalgeographic.Com. Accessed June 19 2018. .
7. ↑  U.S. Census, 2010 (Ethnicity) and Census American Community Survey 2008 (language)
8. ↑  [(https://www.worldatlas.com/articles/us-cities-with-the-most-skyscrapers.html) "US Cities With the Most Skyscrapers"]. WorldAtlas. February 6, 2018. [(https://web.archive.org/web/20190619023454/https://www.worldatlas.com/articles/us-cities-with-the-most-skyscrapers.html) Archived] from the original on June 19, 2019. Retrieved June 18, 2019. {{cite web}}: Check |archive-url= value (help); Check |url= value (help)
9. ↑  [(http://www.skyscrapercenter.com/quick-lists#q=&page=1&type=building&status=COM&status=UCT&status=STO&min_year=0&max_year=9999&region=0&country=0&city=1632) "The Skyscraper Center: Buildings in Miami"]. skyscrapercenter.com. CTBUH. [(https://web.archive.org/web/20190702122406/http://www.skyscrapercenter.com/quick-lists#q=&page=1&type=building&status=COM&status=UCT&status=STO&min_year=0&max_year=9999&region=0&country=0&city=1632) Archived] from the original on July 2, 2019. Retrieved June 18, 2019. {{cite web}}: Check |archive-url= value (help); Check |url= value (help)
10. ↑  [(http://www.lboro.ac.uk/gawc/world2008t.html) "The World According to GaWC 2008"]. Globalization and World Cities Study Group and Network, دانشگاه لافبورو. [(https://web.archive.org/web/20160811203314/http://www.lboro.ac.uk/gawc/world2008t.html) Archived] from the original on August 11, 2016. Retrieved March 3, 2009. {{cite web}}: Check |archive-url= value (help); Check |url= value (help)
11. ↑  [(https://web.archive.org/web/20131014191556/http://www.lboro.ac.uk/gawc/citylist.html) "Inventory of World Cities"]. Globalization and World Cities (GaWC) Study Group and Network. Archived from [(http://www.lboro.ac.uk/gawc/citylist.html) the original] on October 14, 2013. Retrieved December 1, 2007. {{cite web}}: Check |archive-url= value (help); Check |url= value (help)
12. ↑  [(https://www.bea.gov/system/files/2018-09/gdp_metro0918_0.pdf) "Gross Domestic Product by Metropolitan Area, 2017"]. Bea.gov. [(https://ghostarchive.org/archive/20221009/https://www.bea.gov/system/files/2018-09/gdp_metro0918_0.pdf) Archived] from the original on October 9, 2022. Retrieved October 23, 2018. {{cite web}}: Check |archive-url= value (help); Check |url= value (help)
13. ↑  [(http://www.citymayors.com/economics/richest-cities-world.html) "City Mayors: Richest cities in the world"]. www.citymayors.com [نشانی وب نامعتبر برداشته شد]. [(https://web.archive.org/web/20190323155132/http://www.citymayors.com/economics/richest-cities-world.html) Archived] from the original on March 23, 2019. Retrieved June 18, 2019. {{cite web}}: Check |archive-url= value (help); Check |url= value (help)
14. ↑  Smith, Matt (February 4, 2014). [(http://www.cnn.com/2014/02/04/us/florida-indian-village/index.html?hpt=hp_c3) "Questions of preservation after ancient village found in downtown Miami"]. CNN. [(https://web.archive.org/web/20140205080447/http://www.cnn.com/2014/02/04/us/florida-indian-village/index.html?hpt=hp_c3) Archived] from the original on February 5, 2014. Retrieved February 4, 2014. {{cite news}}: Check |archive-url= value (help); Check |url= value (help)
15. ↑  Copquin, Claudia Gryvatz (January 23, 2014). [(https://parade.com/256292/claudiagryvatzcopquin/whats-the-one-major-american-city-founded-by-a-woman/) "What's the One Major American City Founded by a Woman?"]. Parade. [(https://web.archive.org/web/20141015162952/http://parade.condenast.com/256292/claudiagryvatzcopquin/whats-the-one-major-american-city-founded-by-a-woman/) Archived] from the original on October 15, 2014. Retrieved June 18, 2019. {{cite web}}: Check |archive-url= value (help); Check |url= value (help)
16. ↑  "The Day in St. Augustine — The Hack Line to Biscayne Bay". The Florida Times-Union. January 10, 1893.
17. ↑  "A Trip to Biscayne Bay". The Tropical Sun. March 9, 1893.
18. ↑  Muir, Helen (1953), Miami, USA, Henry Holt and Company, p. 55
19. ↑  Weiner, Jacqueline (April 1, 2010), [(http://www.miamitodaynews.com/news/100401/story2.shtml) "Statue of Miami's First Lady, Julia Tuttle, may be birthday present"], Miami Today, [(https://web.archive.org/web/20100406013034/http://www.miamitodaynews.com/news/100401/story2.shtml) archived] from the original on April 6, 2010, retrieved June 25, 2010 {{citation}}: Check |archive-url= value (help); Check |url= value (help)
20. ↑  Williams, Linda K. & George, Paul S. [(https://web.archive.org/web/20100429002717/http://www.hmsf.org/history/south-florida-brief-history.htm) "South Florida: A Brief History"]. Historical Museum of South Florida. Archived from [(http://www.hmsf.org/history/south-florida-brief-history.htm) the original] on April 29, 2010. Retrieved August 24, 2009. {{cite web}}: Check |archive-url= value (help); Check |url= value (help)
21. 1 2 3  Connolly, Nathan (2014). A World More Concrete: Real Estate and the Remaking of Jim Crow South Florida. University of Chicago Press.
22. ↑  [(https://www.nytimes.com/1928/03/24/archives/miami-police-chief-is-jailed-for-murder-joins-5-other-officers.html) "Miami Police chief is jailed for murder joins 5 other officers"]. The New York Times. March 24, 1928. [(https://web.archive.org/web/20210823050952/https://www.nytimes.com/1928/03/24/archives/miami-police-chief-is-jailed-for-murder-joins-5-other-officers.html) Archived] from the original on August 23, 2021. Retrieved August 23, 2021. {{cite news}}: Check |archive-url= value (help); Check |url= value (help)
23. 1 2  [(https://web.archive.org/web/20080225012927/http://www.miamidade.gov/infocenter/about_miami-dade_history.asp) "Miami-Dade County – Information Center"]. شهرستان میامی-دید، فلوریدا. Archived from [(http://www.miamidade.gov/infocenter/about_miami-dade_history.asp) the original] on February 25, 2008. Retrieved April 18, 2008. {{cite web}}: Check |archive-url= value (help); Check |url= value (help)
24. 1 2  Permuy, Antonio; Cosio, Leo (December 27, 2022). [(https://sfmn.fiu.edu/dolphins-democratic-convention-1972-nixon-miami/) "Revisiting 1972: the year that made modern Miami"]. www.sfmn.fiu.edu. South Florida Media Network. [(https://web.archive.org/web/20221227181828/https://sfmn.fiu.edu/dolphins-democratic-convention-1972-nixon-miami/) Archived] from the original on December 27, 2022. Retrieved December 27, 2022. {{cite web}}: Check |archive-url= value (help); Check |url= value (help)
25. ↑  [(https://unitedgangs.com/zoe-pound-miami/) "Zoe Pound (Miami)"]. October 1, 2017. [(https://web.archive.org/web/20210415163031/https://unitedgangs.com/zoe-pound-miami/) Archived] from the original on April 15, 2021. Retrieved March 23, 2021. {{cite web}}: Check |archive-url= value (help); Check |url= value (help)
26. ↑  Reed, Roy (March 3, 1976). [(https://www.nytimes.com/1976/03/03/archives/wallace-pressing-the-abortion-issue.html) "Wallace Pressing the Abortion Issue"]. The New York Times. [(https://web.archive.org/web/20210510011958/https://www.nytimes.com/1976/03/03/archives/wallace-pressing-the-abortion-issue.html) Archived] from the original on May 10, 2021. Retrieved March 23, 2021. {{cite news}}: Check |archive-url= value (help); Check |url= value (help)
27. ↑  U.S. Census, 2010 (Ethnicity) and Census American Community Survey 2008 (language).
28. 1 2 3  [(https://web.archive.org/web/20170314102309/http://www.miami-americabeach.com/about_us/Miami_Geology.html) "Miami Geology"]. miami-americabeach.com. Archived from [(http://www.miami-americabeach.com/about_us/Miami_Geology.html) the original] on March 14, 2017. Retrieved April 3, 2019. {{cite web}}: Check |archive-url= value (help); Check |url= value (help)
29. ↑  [(http://capp.water.usgs.gov/gwa/ch_g/G-text4.html) "USGS Ground Water Atlas of the United States"]. سازمان زمین‌شناسی ایالات متحده آمریکا. [(https://web.archive.org/web/20080616200409/http://capp.water.usgs.gov/gwa/ch_g/G-text4.html) Archived] from the original on June 16, 2008. Retrieved February 19, 2006. {{cite web}}: Check |archive-url= value (help); Check |url= value (help)
30. ↑  Whitman, Dean (September 1997). [(http://www2.fiu.edu/~whitmand/Courses/Fl_geo_notes.html) "Notes on the geology and Water Resources of South Florida"]. Notes on Florida Geology. دانشگاه بین‌المللی فلوریدا. [(https://web.archive.org/web/20111125082338/http://www2.fiu.edu/~whitmand/Courses/Fl_geo_notes.html) Archived] from the original on November 25, 2011. Retrieved January 11, 2011. {{cite web}}: Check |archive-url= value (help); Check |url= value (help)
31. 1 2 3 4 5  [(https://web.archive.org/web/20170314095512/http://www.miami-americabeach.com/about_us/Neighborhoods_in_Miami.html) "Neighborhoods in Miami"]. miami-americabeach.com. Archived from [(http://www.miami-americabeach.com/about_us/Neighborhoods_in_Miami.html) the original] on March 14, 2017. Retrieved April 1, 2019. {{cite web}}: Check |archive-url= value (help); Check |url= value (help)
32. ↑  Gazaleh, Mark (May 2016). [(https://www.academia.edu/26538827) "Coconut Grove – West Grove tree canopy variations over time"]. [(https://web.archive.org/web/20220410012835/https://www.academia.edu/26538827) Archived] from the original on April 10, 2022. Retrieved December 9, 2019. {{cite web}}: Check |archive-url= value (help); Check |url= value (help)
33. ↑  [(http://mimoboulevard.org/what-is-mimo/about-the-historic-district/) "MIMO Biscayne Boulevard Historic District"]. MIMO Biscayne Association. 2021. [(https://web.archive.org/web/20210723234834/http://mimoboulevard.org/what-is-mimo/about-the-historic-district/) Archived] from the original on July 23, 2021. Retrieved July 23, 2021. {{cite web}}: Check |archive-url= value (help); Check |url= value (help)
34. ↑  [(http://www.weatherbase.com/weather/weather-summary.php3?s=20227&cityname=Miami%2C+Florida%2C+United+States+of+America&units=) "Weather: Miami, Florida"]. Weatherbase. [(https://web.archive.org/web/20150627112410/http://www.weatherbase.com/weather/weather-summary.php3?s=20227&cityname=Miami%2C+Florida%2C+United+States+of+America&units=) Archived] from the original on June 27, 2015. Retrieved March 30, 2015. {{cite web}}: Check |archive-url= value (help); Check |url= value (help)
35. ↑  [(http://koeppen-geiger.vu-wien.ac.at/pdf/kottek_et_al_2006_A4.pdf) "World Map of Köppen−Geiger Climate Classification"]. [(https://web.archive.org/web/20120305153610/http://koeppen-geiger.vu-wien.ac.at/pdf/kottek_et_al_2006_A4.pdf) Archived] from the original on March 5, 2012. Retrieved December 20, 2010. {{cite web}}: Check |archive-url= value (help); Check |url= value (help)
36. ↑  [(https://www.weather.gov/mfl/summer_season) "Duration of Summer Season in South Florida"]. NOAA National Weather Service. [(https://web.archive.org/web/20210522184501/https://www.weather.gov/mfl/summer_season) Archived] from the original on May 22, 2021. Retrieved May 22, 2021. {{cite web}}: Check |archive-url= value (help); Check |url= value (help)
37. 1 2 3 4
38. ↑  [(https://www.weather.gov/media/mfl/climate/Daily_Records_Miami.pdf) "Climatological Records for Miami, FL 1895 – 2019"]. National Weather Service. [(https://web.archive.org/web/20191011223658/https://www.weather.gov/media/mfl/climate/Daily_Records_Miami.pdf) Archived] from the original on October 11, 2019. Retrieved November 23, 2019. {{cite web}}: Check |archive-url= value (help); Check |url= value (help)
39. ↑  "[(https://www.proquest.com/docview/541189651/) "Maine shivers at −29: Snow falls in Florida"]. The Baltimore Sun. January 20, 1977. p. A1. [(https://web.archive.org/web/20231030163832/https://www.proquest.com/docview/541189651/) Archived] from the original on October 30, 2023. Retrieved December 4, 2022. Temperatures dipped into the 30s in southern Florida, with snow flurries reported even in Miami Beach. {{cite web}}: Check |archive-url= value (help); Check |url= value (help)
40. ↑  Lardner Jr., George; Meyers, Robert (January 20, 1977). [(https://www.proquest.com/docview/146900778/) "Miami Is Hit by First Recorded Snow: the State of Emergency Is Eyed for Virginia Thousands Idled as Cold Closes Factories, Businesses"]. The Washington Post. p. A1. [(https://web.archive.org/web/20230408215403/https://www.proquest.com/docview/146900778) Archived] from the original on April 8, 2023. Retrieved December 4, 2022. The meandering jet stream in the upper atmosphere sent flurries of genuine snow onto Miami's palm trees. … It was the farthest south that snow has been reported in the United States since the record books were started in the 19th century. … The snow flurries in Miami will be only an asterisk in the record books since they didn't fall on any of the National Weather Service's recording stations in the area, but they were genuine. {{cite news}}: Check |archive-url= value (help); Check |url= value (help)
41. ↑  Khiss, Peter (January 20, 1977). [(https://www.proquest.com/docview/123531417/) "New York High is 26 as the South Shivers: Florida Snow Causes Emergency Gas Shortage Widespread"]. The New York Times. p. 1. [(https://web.archive.org/web/20230406230540/https://www.proquest.com/docview/123531417/) Archived] from the original on April 6, 2023. Retrieved December 4, 2022. Florida officially recorded snow for the first time yesterday in Palm Beach County, 65 miles north of Miami, and even that city had flurries, although not at the official stations at its airport or nearby Coral Gables. {{cite web}}: Check |archive-url= value (help); Check |url= value (help)
42. ↑  [(https://web.archive.org/web/20060427194724/http://www.weather.com/newscenter/specialreports/hurricanes/vulnerablecities/miami.html) "Vulnerable cities: Miami, Florida"]. The Weather Channel. Archived from [(http://www.weather.com/newscenter/specialreports/hurricanes/vulnerablecities/miami.html) the original] on April 27, 2006. Retrieved February 19, 2006. {{cite web}}: Check |archive-url= value (help); Check |url= value (help)
43. ↑  [(https://www.nytimes.com/1925/04/06/archives/three-killed-23-hurt-in-florida-tornado-400-are-left-homeless-in.html) "Three Killed, 23 Hurt in Florida Tornado; 400 are Left Homeless in Wake of Disaster"]. نیویورک تایمز. April 6, 1925. [(https://web.archive.org/web/20231120222844/https://www.nytimes.com/1925/04/06/archives/three-killed-23-hurt-in-florida-tornado-400-are-left-homeless-in.html) Archived] from the original on November 20, 2023. Retrieved November 20, 2023. {{cite web}}: Check |archive-url= value (help); Check |url= value (help)
44. ↑  Ceballos, Joshua (September 30, 2022). [(https://www.miaminewtimes.com/news/its-a-twister-a-brief-history-of-tornadoes-in-south-florida-15382210) "It's a Twister! Tornadoes in South Florida Are More Common Than You Might Think"]. میامی نیو تایمز. [(https://web.archive.org/web/20231120223506/https://www.miaminewtimes.com/news/its-a-twister-a-brief-history-of-tornadoes-in-south-florida-15382210) Archived] from the original on November 20, 2023. Retrieved November 20, 2023. {{cite web}}: Check |archive-url= value (help); Check |url= value (help)
45. ↑  [(https://www.economist.com/news/united-states/21728964-one-12-americans-now-lives-home-some-risk-flooding-irma-spared-america) "Irma spared America, but still had a big effect on it"]. The Economist. [(https://web.archive.org/web/20170926073212/https://www.economist.com/news/united-states/21728964-one-12-americans-now-lives-home-some-risk-flooding-irma-spared-america) Archived] from the original on September 26, 2017. Retrieved September 26, 2017. {{cite news}}: Check |archive-url= value (help); Check |url= value (help)
46. ↑  Cusick, Daniel. [(https://www.scientificamerican.com/article/miami-is-the-most-vulnerable-coastal-city-worldwide/) "Miami Is the "Most Vulnerable" Coastal City Worldwide"]. Scientific American. [(https://web.archive.org/web/20201122232238/https://www.scientificamerican.com/article/miami-is-the-most-vulnerable-coastal-city-worldwide/) Archived] from the original on November 22, 2020. Retrieved November 14, 2020. {{cite web}}: Check |archive-url= value (help); Check |url= value (help)
47. ↑  [(https://www.rff.org/publications/reports/florida-climate-outlook/) "Florida Climate Outlook: Assessing Physical and Economic Impacts through 2040"]. Resources for the Future (به انگلیسی). [(https://web.archive.org/web/20201029200836/https://www.rff.org/publications/reports/florida-climate-outlook/) Archived] from the original on October 29, 2020. Retrieved November 14, 2020. {{cite web}}: Check |archive-url= value (help); Check |url= value (help)
48. ↑  [(https://archive.today/20120908025159/http://www.miamiherald.com/2012/04/02/2728287/jobs-education-and-miami-dades.html) "Jobs, education and Miami-Dades future"]. The Miami Herald. Archived from [(http://www.miamiherald.com/2012/04/02/2728287/jobs-education-and-miami-dades.html) the original] on September 8, 2012. Retrieved April 3, 2012. {{cite web}}: Check |archive-url= value (help); Check |url= value (help)
49. ↑  Olson, Elizabeth (November 10, 2010). [(https://www.nytimes.com/2010/11/11/giving/11VETS.html) "Helping Veterans Find Civilian Jobs"]. The New York Times. [(https://web.archive.org/web/20170701040154/http://www.nytimes.com/2010/11/11/giving/11VETS.html) Archived] from the original on July 1, 2017. Retrieved February 25, 2017. {{cite news}}: Check |archive-url= value (help); Check |url= value (help)
50. ↑  [(https://web.archive.org/web/20080820024613/http://perscholas.org/articles/News%20NYT.pdf) "Training Workers for Good Jobs"]. Archived from [(http://www.perscholas.org/articles/News%20NYT.pdf) the original] on August 20, 2008. {{cite web}}: Check |archive-url= value (help); Check |url= value (help)
51. ↑  [(https://web.archive.org/web/20080720181355/http://www.perscholas.org/articles/Building-a-Career-Path.pdf) "Building a Career Path Where There Was Just a Dead End"]. Archived from [(http://www.perscholas.org/articles/Building-a-Career-Path.pdf) the original] on July 20, 2008. {{cite web}}: Check |archive-url= value (help); Check |url= value (help)
52. ↑  [(https://www.barry.edu/en) "Barry University Homepage"]. Barry.edu. [(https://web.archive.org/web/20231119163734/https://www.barry.edu/en) Archived] from the original on November 19, 2023. Retrieved November 19, 2023. {{cite web}}: Check |archive-url= value (help); Check |url= value (help)
53. ↑  [(https://www.broward.edu/) "Broward College Official webpage"]. Broward.edu. [(https://web.archive.org/web/20231106091810/https://www.broward.edu/) Archived] from the original on November 6, 2023. Retrieved November 19, 2023. {{cite web}}: Check |archive-url= value (help); Check |url= value (help)
54. ↑  [(https://www.fau.edu/) "Florida Atlantic University Homepage"]. FAU.edu. [(https://web.archive.org/web/20231118235528/http://www.fau.edu/) Archived] from the original on November 18, 2023. Retrieved November 19, 2023. {{cite web}}: Check |archive-url= value (help); Check |url= value (help)
55. ↑  [(https://www.fiu.edu/) "Florida International University Homepage"]. FIU.edu. [(https://web.archive.org/web/20231118225044/https://www.fiu.edu/) Archived] from the original on November 18, 2023. Retrieved November 19, 2023. {{cite web}}: Check |archive-url= value (help); Check |url= value (help)
56. ↑  [(https://www.fmuniv.edu/) "Florida Memorial University Website"]. fmuniv.edu. [(https://web.archive.org/web/20231120183540/https://www.fmuniv.edu/) Archived] from the original on November 20, 2023. Retrieved November 19, 2023. {{cite web}}: Check |archive-url= value (help); Check |url= value (help)
57. ↑  [(https://www.keiseruniversity.edu/) "Keiser University Homepage: At Keiser University Our Students Comes First"]. keiseruniversity.edu. [(https://web.archive.org/web/20231119215426/https://www.keiseruniversity.edu/) Archived] from the original on November 19, 2023. Retrieved November 19, 2023. {{cite web}}: Check |archive-url= value (help); Check |url= value (help)
58. ↑  [(https://www.mdc.edu/) "Miami Dade College Homepage"]. MDC.edu. [(https://web.archive.org/web/20231114221502/https://mdc.edu/) Archived] from the original on November 14, 2023. Retrieved November 19, 2023. {{cite web}}: Check |archive-url= value (help); Check |url= value (help)
59. ↑  [(https://www.nova.edu/) "Nova Southeastern University Homepage"]. Nova.edu. [(https://web.archive.org/web/20231120183540/https://www.nova.edu/) Archived] from the original on November 20, 2023. Retrieved November 19, 2023. {{cite web}}: Check |archive-url= value (help); Check |url= value (help)
60. ↑  [(https://www.pba.edu/) "Palm Beach Atlantic University Homepage"]. PBA.edu. [(https://web.archive.org/web/20231119225749/https://www.pba.edu/) Archived] from the original on November 19, 2023. Retrieved November 19, 2023. {{cite web}}: Check |archive-url= value (help); Check |url= value (help)
61. ↑  [(https://www.palmbeachstate.edu/) "Palm Beach State College Webpage"]. palmbeachstate.edu. [(https://web.archive.org/web/20231119225948/https://www.palmbeachstate.edu/) Archived] from the original on November 19, 2023. Retrieved November 19, 2023. {{cite web}}: Check |archive-url= value (help); Check |url= value (help)
62. ↑  [(https://www.stu.edu/about-stu/) "About St Thomas University"]. STU.edu. [(https://web.archive.org/web/20231110024507/https://www.stu.edu/about-stu/) Archived] from the original on November 10, 2023. Retrieved November 19, 2023. {{cite web}}: Check |archive-url= value (help); Check |url= value (help)
63. ↑  [(https://www.sec.edu/about/campuses/west-palm-beach/) "West Palm Beach campuses – Southeastern College"]. sec.edu. [(https://web.archive.org/web/20231119230432/https://www.sec.edu/about/campuses/west-palm-beach/) Archived] from the original on November 19, 2023. Retrieved November 19, 2023. {{cite web}}: Check |archive-url= value (help); Check |url= value (help)
64. ↑  [(https://talmudicu.edu/) "Welcome to Talmudic University"]. talmidicu.edu. [(https://web.archive.org/web/20231119230851/https://talmudicu.edu/) Archived] from the original on November 19, 2023. Retrieved November 19, 2023. {{cite web}}: Check |archive-url= value (help); Check |url= value (help)
65. ↑  [(https://uftl.edu/) "University of Fort Lauderdale Homepage"]. uftl.edu. [(https://web.archive.org/web/20231120004802/https://uftl.edu/) Archived] from the original on November 20, 2023. Retrieved November 19, 2023. {{cite web}}: Check |archive-url= value (help); Check |url= value (help)
66. ↑  [(https://welcome.miami.edu/) "The Official website of the University of Miami"]. Miami.edu. [(https://web.archive.org/web/20231118211436/https://welcome.miami.edu/) Archived] from the original on November 18, 2023. Retrieved November 19, 2023. {{cite web}}: Check |archive-url= value (help); Check |url= value (help)
67. ↑  [(https://web.archive.org/web/20080413172813/http://www.broadprize.org/2007Miami-DadeBrief.pdf) "Miami-Dade County Public Schools"]. The Broad Foundation. Archived from [(http://www.broadprize.org/2007Miami-DadeBrief.pdf) the original] on April 13, 2008. Retrieved April 18, 2008. {{cite web}}: Check |archive-url= value (help); Check |url= value (help)
68. ↑  [(https://www.usnews.com/articles/education/high-schools/2007/11/29/gold-medal-schools.html) "Gold Medal Schools"]. یواس نیوز اند ورلد ریپورت. November 12, 2007. [(https://web.archive.org/web/20111231022118/http://education.usnews.rankingsandreviews.com/education/high-schools/articles/2007/11/29/gold-medal-schools) Archived] from the original on December 31, 2011. Retrieved April 18, 2008. {{cite magazine}}: Check |archive-url= value (help); Check |url= value (help)
69. ↑  [(https://stscg.org/) "St Theresa Catholic School – Coral Gables"]. stscg.org. [(https://web.archive.org/web/20231130052434/https://stscg.org/) Archived] from the original on November 30, 2023. Retrieved November 20, 2023. {{cite web}}: Check |archive-url= value (help); Check |url= value (help)
70. ↑  [(https://www.stbrendanhigh.org/) "St Brendan High School Homepage"]. stbrendanhigh.org. [(https://web.archive.org/web/20231120211729/https://www.stbrendanhigh.org/) Archived] from the original on November 20, 2023. Retrieved November 20, 2023. {{cite web}}: Check |archive-url= value (help); Check |url= value (help)
71. ↑  [(https://www.pacehs.com/) "Monsignor Edward Pace High School webpage"]. pacehs.com. [(https://web.archive.org/web/20231120212138/https://www.pacehs.com/) Archived] from the original on November 20, 2023. Retrieved November 20, 2023. {{cite web}}: Check |archive-url= value (help); Check |url= value (help)
72. ↑  (https://thefloridacatholic.org/2017/06/22/archbishop-curley-closing-why-is-this-happening/)%5Bپیوند+مرده%5DArchbishop Curley closing … why is this happening?] Ana Rodriguez-Soto. The Florida Catholic. June 22, 2017. Retrieved September 16, 2017
73. ↑  [(https://www.columbushs.com/) "Christopher Columbus High School Homepage: A Catholic School for Young Men in the Marist Tradition since 1958"]. columbushs.com. [(https://web.archive.org/web/20231017010835/https://www.columbushs.com/) Archived] from the original on October 17, 2023. Retrieved November 19, 2023. {{cite web}}: Check |archive-url= value (help); Check |url= value (help)
74. ↑  [(https://www.belenjesuit.org/) "Belen Jesuit Preparatory School webpage"]. belenjesuit.org. [(https://web.archive.org/web/20231120003434/https://www.belenjesuit.org/) Archived] from the original on November 20, 2023. Retrieved November 19, 2023. {{cite web}}: Check |archive-url= value (help); Check |url= value (help)
75. ↑  [(https://www.carrollton.org/) "Carrollton School of the Sacred Heart Homepage"]. carrollton.org. [(https://web.archive.org/web/20231120003706/https://www.carrollton.org/) Archived] from the original on November 20, 2023. Retrieved November 19, 2023. {{cite web}}: Check |archive-url= value (help); Check |url= value (help)
76. ↑  [(https://olla.org/) "Our Lady of Lourdes Academy Homepage: A Quick Introduction to Lourdes Academy"]. olla.org. [(https://web.archive.org/web/20231120213252/https://olla.org/) Archived] from the original on November 20, 2023. Retrieved November 20, 2023. {{cite web}}: Check |archive-url= value (help); Check |url= value (help)
77. ↑  [(https://web.archive.org/web/20110317170600/http://blog.nielsen.com/nielsenwire/wp-content/uploads/2009/08/2009-2010-dma-ranks.pdf) "Local Television Market Universe Estimates"]. nielsen. Archived from [(http://blog.nielsen.com/nielsenwire/wp-content/uploads/2009/08/2009-2010-dma-ranks.pdf) the original] on March 17, 2011. Retrieved January 6, 2011. {{cite web}}: Check |archive-url= value (help); Check |url= value (help)
78. ↑  [(http://miami.cbslocal.com/2013/05/16/its-moving-day-for-miami-herald-staff-reporters/) "It's Moving Day for Miami Herald Staff, Reporters"]. CBSMiami. May 16, 2013. [(https://web.archive.org/web/20130812070351/http://miami.cbslocal.com/2013/05/16/its-moving-day-for-miami-herald-staff-reporters/) Archived] from the original on August 12, 2013. Retrieved July 28, 2013. {{cite web}}: Check |archive-url= value (help); Check |url= value (help)
79. ↑  [(http://www.businesswire.com/portal/site/home/permalink/?ndmViewId=news_view&newsId=20091207005550&newsLang=en) "Univision Announces Launch of Univision Studios"] (Press release). Business Wire. December 7, 2009. [(https://web.archive.org/web/20130513004805/http://www.businesswire.com/portal/site/home/permalink/?ndmViewId=news_view&newsId=20091207005550&newsLang=en) Archived] from the original on May 13, 2013. Retrieved October 30, 2010. {{cite press release}}: Check |archive-url= value (help); Check |url= value (help)
80. ↑  [(https://web.archive.org/web/20080419055254/http://www.mediainfocenter.org/compare/top50/) "Top 50 Radio Markets Ranked By Metro 12+ Population, Spring 2005"]. Northwestern University Media Management Center. Archived from [(http://www.mediainfocenter.org/compare/top50/#radio) the original] on April 19, 2008. Retrieved April 20, 2008. {{cite web}}: Check |archive-url= value (help); Check |url= value (help)
81. ↑  [(https://web.archive.org/web/20080419055254/http://www.mediainfocenter.org/compare/top50/) "Top 50 TV markets ranked by households"]. Northwestern University Media Management Center. Archived from [(http://www.mediainfocenter.org/compare/top50/#tv) the original] on April 19, 2008. Retrieved April 20, 2008. {{cite web}}: Check |archive-url= value (help); Check |url= value (help)
82. ↑  [(https://www.census.gov/acs/www/) "American Community Survey"]. Census.gov. [(https://web.archive.org/web/20090625162107/http://www.census.gov/acs/www/) Archived] from the original on June 25, 2009. Retrieved June 27, 2009. {{cite web}}: Check |archive-url= value (help); Check |url= value (help)
83. ↑  [(https://moovitapp.com/insights/en/Moovit_Insights_Public_Transit_Index_USA_Miami_FL-742) "Facts and usage statistics about public transit in Miami, US"]. Global Public Transit Index by Moovit. [(https://web.archive.org/web/20170824180631/https://moovitapp.com/insights/en/Moovit_Insights_Public_Transit_Index_USA_Miami_FL-742) Archived] from the original on August 24, 2017. Retrieved June 19, 2017. {{cite web}}: Check |archive-url= value (help); Check |url= value (help)  Material was copied from this source, which is available under a Creative Commons Attribution 4.0 International License.
84. ↑  [(https://www.miamidade.gov/global/transportation/metrorail.page) "Metrorail Information"]. Miamidade.gov. [(https://web.archive.org/web/20231206145302/https://www.miamidade.gov/global/transportation/metrorail.page) Archived] from the original on December 6, 2023. Retrieved November 19, 2023. {{cite web}}: Check |archive-url= value (help); Check |url= value (help)
85. ↑  [(https://www.tri-rail.com/) "Tri-Rail Homepage"]. tri-rail.com. [(https://web.archive.org/web/20231120183540/https://www.tri-rail.com/) Archived] from the original on November 20, 2023. Retrieved November 19, 2023. {{cite web}}: Check |archive-url= value (help); Check |url= value (help)
86. ↑  [[نشانی وب نامعتبر برداشته شد] "Projects: Miami Central Station"]. Miami Intermodal Center. [نشانی وب نامعتبر برداشته شد]. [(https://web.archive.org/web/20100212114414/http://www.micdot.com/miami_central_station.html) Archived] from the original on February 12, 2010. Retrieved October 30, 2010. {{cite web}}: Check |archive-url= value (help); Check |url= value (help)
87. ↑  [(http://www.miamiherald.com/2014/05/25/4137303/miami-airport-transit-hub-on-the.html) "Miami airport transit hub on the way to bringing planes, trains, automobiles under one roof"]. Miami Herald. [(https://web.archive.org/web/20140526024921/http://www.miamiherald.com/2014/05/25/4137303/miami-airport-transit-hub-on-the.html) Archived] from the original on May 26, 2014. Retrieved August 28, 2014. {{cite news}}: Check |archive-url= value (help); Check |url= value (help)
88. ↑  Turnbell, Michael (October 15, 2014). [(http://www.sun-sentinel.com/local/broward/fl-tri-rail-miami-airport-20141015-story.html) "Tri-Rail station at Miami airport delayed until January"]. Sun Sentinel. [(https://web.archive.org/web/20141031055324/http://www.sun-sentinel.com/local/broward/fl-tri-rail-miami-airport-20141015-story.html) Archived] from the original on October 31, 2014. Retrieved October 30, 2014. {{cite web}}: Check |archive-url= value (help); Check |url= value (help)
89. ↑  [(https://www.miami-airport.com/) "The official website of the Miami International Airport"]. فرودگاه بین‌المللی میامی. [(https://web.archive.org/web/20221023022256/https://miami-airport.com/) Archived] from the original on October 23, 2022. Retrieved October 23, 2022. {{cite web}}: Check |archive-url= value (help); Check |url= value (help)
90. ↑  [(http://www.southwest.com/travel_center/routemap.html) "Southwest Airlines Cities"]. Southwest Airlines. [(https://web.archive.org/web/20100919010027/http://www.southwest.com/travel_center/routemap.html) Archived] from the original on September 19, 2010. Retrieved October 30, 2008. {{cite web}}: Check |archive-url= value (help); Check |url= value (help)